# Geschichte des Straßenbahnnetzes Leipzig

Animation der Entwicklung des Streckennetzes

Die Leipziger Verkehrsbetriebe (LVB) betreiben mit der Straßenbahn Leipzig heute eines der größten Straßenbahnnetze Deutschlands. Die Geschichte des Straßenbahnnetzes Leipzig wird in Form von Tabellen dargestellt, die Streckeneröffnungen, Elektrifizierungen, Neutrassierungen, Stilllegungen und Betriebsstrecken enthalten. In den Tabellen werden die zeitgenössischen Straßennamen verwendet, sofern sie bekannt sind. Die heutigen Bezeichnungen sind jeweils in (Klammern) hinzugefügt.

## Entwicklung des Gleisnetzes

### Leipziger Pferde-Eisenbahn-Gesellschaft (LPE)
Am 20. April 1871 erteilte die Stadt Leipzig Gabriel Graf Diodati und dem Genfer Bankier Adolph Schaeck eine Konzession für den Bau von Pferdebahnen. Der Baubeginn war im Februar 1872. Bereits sechs Tage nach Eröffnung der Strecken wurde am 24. Mai 1872 die Gesellschaft nebst Anlagen und die Konzession von der von Hutton Vignoles in London gegründeten Leipzig Tramways Company Ltd. übernommen. Im Deutschen Reich firmierte die Bahn weiterhin unter LPE. Die LPE wurde am 1. Januar 1896 von der Großen Leipziger Straßenbahn (GLSt) übernommen.

#### Die erste Bauphase (1872/73)
| Datum      | Art der Änderung     | Strecke |
| ---------- | -------------------- | --- |
| 18.05.1872 | Eröffnung            | Zentrumsring: Roßplatz – Augustusplatz – Georgiring – Bahnhöfe (Hauptbahnhof) – Blücherplatz (Tröndlinring/Kurt-Schumacher-Straße) – Fleischerplatz (Tröndlin-/Goerdelerring) – Obstmarkt (Martin-Luther-Ring) – Königsplatz (Wilhelm-Leuschner-Platz) – Roßplatz |
|            | Eröffnung            | Augustusplatz, Mittelfahrbahn – Johannisplatz – Dresdner Straße – Reudnitz, Depot |
|            | Eröffnung            | Königsplatz – Peterssteinweg – Südplatz – Kochstraße – Connewitz, Kreuz – Connewitz, Eiskeller (Nähe Koburger Brücke) |
| 04.06.1872 | Eröffnung            | Obstmarkt – Weststraße (Friedrich-Ebert-Straße; die Straße mündete damals in Höhe Rudolphstraße parallel zur Karl-Tauchnitz-Straße in den Ring) – Plagwitzer Straße (Karl-Heine-Straße) – Plagwitz, „Felsenkeller“                                                |
| 22.09.1872 | Eröffnung            | „Felsenkeller“ – Zschochersche Straße – Plagwitz, „Drei Linden“ (Zschochersche/Dreilindenstraße) |
| 01.12.1872 | zu Betriebsstrecke   | Augustusplatz – Bahnhöfe – Schulplatz – Obstmarkt/Weststraße |
| 19.12.1872 | Wiederinbetriebnahme | Augustusplatz – Bahnhöfe – Blücherplatz |
|            | Eröffnung            | Blücherplatz – Blücherstraße (Kurt-Schumacher-Straße) – Chausseehaus (Delitzscher/Georg-Schumann-Straße) – Eutritzsch, Markt – Gräfestraße – Eutritzsch, Gasthof „Zum Helm“                                                                                       |
| 20.01.1873 | Eröffnung            | Yorckplatz (Wilhelm-Liebknecht-Platz) – Gohliser Straße – Menckestraße – Möckernsche Straße – Gohlis, „Weintraube“ (Möckernsche Straße 5) |

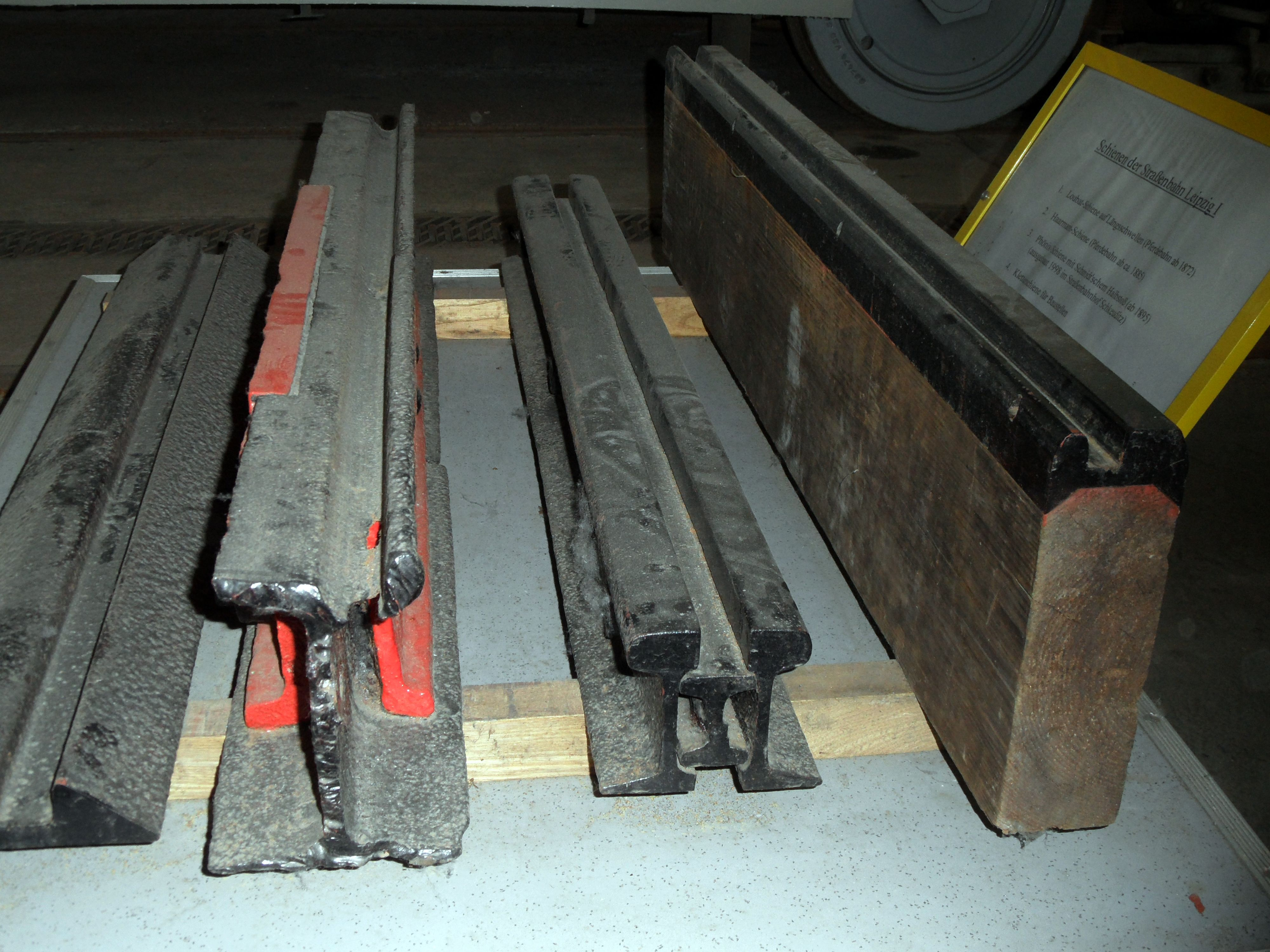
Schienenprofile im Leipziger Straßenbahnnetz. Rechts Bauart Loubat (oder Lonbad) von 1872, die hohen Langschwellen lagen auf leichten Querschwellen. In der Mitte die mehrteilige Bauart Haarmann, eingebaut ab 1885. Links einteilige Phoenix-Rillenschiene von 1895 mit „Schmidtschem Halbstoß“. Ganz links Kletterschiene für Baustellen.

Schon beim Streckenbau gab es erste Unstimmigkeiten bei der Spurweite. Zwar sollte die Regelspur von 1435 mm angewendet werden, doch führt die genaue Umrechnung des fehlerhaften Wertes von 4' 8" 6"' zu einem Maß von 1438 mm. Der Oberbau mit Flachschienen und Langschwellen der Bauart Loubat erwies sich ohne Spurhalter als nicht spurstabil und führte durch die Belastung im Betrieb und durch eindringendes Oberflächenwasser nach nur wenigen Jahren zu Spurerweiterungen auf durchschnittlich 1460 mm. Weil der Führung der Pferdebahngesellschaft die Ausgaben für die Spurweitenregulierung als zu hoch erschienen, presste man die Radsätze auf ein Spurmaß von 1458 mm um, ohne die Aufsichtsbehörden zu informieren. Damit entstand die besondere und nur in Leipzig verwendete Spurweite, die auch in der Folgezeit beibehalten wurde und bis heute Durchbindungen in das Fernbahnnetz verhindert.

#### Die zweite Bauphase (1881–1891)
Nachdem sich das neue Verkehrsmittel bewährt hatte und sich bei den Leipzigern zunehmender Beliebtheit erfreute, wurde geplant, auch andere umliegende Stadtteile an das Schienennetz anzubinden.
Beginnend 1881 wurde bis 1886 auch auf den bereits vorhandenen Strecken der mangelhafte Langschwellenoberbau gegen gewalzte Haarmann-Doppelschienen mit auch heute noch üblichen Spurhaltern aus Flachstahl ausgewechselt. Ab 1889 wurden schließlich einteilige Rillenschienen eingebaut.
| Datum      | Art der Änderung     | Strecke |
| ---------- | -------------------- | --- |
| 1881       | Eröffnung            | Südplatz – Connewitzer Chaussee (Karl-Liebknecht-Straße) – Connewitz, Kreuz |
|            | Stilllegung          | Südplatz – Kochstraße – Connewitz, Kreuz |
| 24.12.1881 | Eröffnung            | Frankfurter/Leibnizstraße (Jahnallee/Leibnizstraße) – Waldplatz – Angerbrücke – Kuhturmstraße (→) / Dreilindenstraße (←) – Lindenauer Markt – Odermannstraße – Lützner Straße – Endersstraße – Guts-Muths-Straße (→) / Merseburger Straße (←) – Plagwitz, Depot (Nähe König-Albrecht-Brücke) |
| 01.04.1882 | Eröffnung            | Brühl/Katharinenstraße – Schulplatz – Frankfurter/Leibnizstraße |
| 18.06.1882 | Eröffnung            | Augustusplatz, Mittelfahrbahn – Goethestraße – Brühl – Brühl/Katharinenstraße |
| 22.07.1882 | Eröffnung            | Plagwitz, „Felsenkeller“ – Albertstraße (Karl-Heine-Straße) – Plagwitz, Depot |
|            | zu Betriebsstrecke   | Plagwitz, „Felsenkeller“ – Plagwitz, „Drei Linden“ |
| 22.08.1882 | Eröffnung            | Bahnhöfe – Goethestraße/Brühl |
|            | Eröffnung            | Augustusplatz/Goethestraße – Schillerstraße – Peterstor (Schiller-/Petersstraße) |
| 24.10.1882 | Neutrassierung       | Umbau der Endstelle Augustusplatz, Mittelfahrbahn auf zwei statt bisher vier Gleise |
| 22.12.1882 | Eröffnung            | Georgiring/Wintergartenstraße – Wintergartenstraße – Eisenbahn-/Kirchstraße (Eisenbahn-/Hermann-Liebmann-Straße) |
| 25.07.1883 | Eröffnung            | Gohlis, „Weintraube“ – Möckernsche Straße – Gohlis, Depot (Möckernsche Straße 37/41) |
|            | Eröffnung            | Peterstor – Königsplatz |
| 07.09.1883 | Eröffnung            | Roßplatz – Kurprinzstraße (Grünewaldstraße) – Windmühlenstraße – Bayrischer Bahnhof |
| 18.05.1884 | Eröffnung            | Johannisplatz – Ostplatz |
| 22.06.1884 | Eröffnung            | Obstmarkt/Harkortstraße – Harkortstraße – Spießbrücke (Harkort-/Telemannstraße) |
| 13.07.1884 | Eröffnung            | Spießbrücke – Pestalozzistraße (Telemannstraße) – Festplatz Scheibenholz |
| 18.07.1884 | Wiederinbetriebnahme | Centralhalle Dittrichring (Schauspielhaus) – Obstmarkt/Weststraße |
| 01.08.1884 | zu Betriebsstrecke   | Spießbrücke – Festplatz (nur bei Veranstaltungen betrieben) |
| 16.09.1884 | Wiederinbetriebnahme | Fleischerplatz (Tröndlin-/Goerdelerring) – Centralhalle Dittrichring |
| 1885       | Wiederinbetriebnahme | Blücherplatz – Fleischerplatz |
| ??.12.1885 | Eröffnung            | Ostplatz – Mühlstraße – Thonberg, Cecilienstraße |
| 1886       | Eröffnung            | Eutritzsch, Gasthof „Zum Helm“ – Gräfestraße – Eutritzsch, Depot |
| 14.05.1887 | Eröffnung            | Eisenbahn-/Kirchstraße – Eisenbahnstraße – Torgauer Platz |
| 1887       | Eröffnung            | Reudnitz, Depot – Breite/Engelsdorfer Straße (Breite/Zweinaundorfer Straße) |
| 19.08.1888 | Eröffnung            | Breite/Engelsdorfer Straße – Anger-Crottendorf, „Albertgarten“ (Zweinaundorfer/Herbartstraße) |
| 28.10.1889 | Eröffnung            | Wiesenstraße (Gustav-Mahler-Straße) – Promenadenstraße (Käthe-Kollwitz-Straße, damals verlief die Straße geradlinig bis zur Wiesenstraße) – Fleischerplatz |
|            | Eröffnung            | Bayrischer Bahnhof – Bayrische Straße (Arthur-Hoffmann-Straße) – Kantstraße – Schlachthof (MDR-Zentrum) |
|            | Eröffnung            | Spießbrücke – Kaiser-Wilhelm-Straße (August-Bebel-Straße) – Kaiser-Wilhelm-/Kronprinzstraße (August-Bebel-/Kurt-Eisner-Straße) |
| 05.05.1890 | Eröffnung            | Fleischerplatz – Pfaffendorfer Straße – Nordplatz |
|            | Neutrassierung       | geradlinige Führung über den Nordplatz im Zuge der Michaelis- und Gohliser Straße wird ersetzt durch die noch heute vorhandene Umfahrung des Platzes |
| 08.09.1890 | Eröffnung            | Thonberg, Hospital-/Mühlstraße (Prager/Mühlstraße) – Reitzenhainer Straße (Prager Straße) – Friedhofsweg |
|            | zu Betriebsstrecke   | Strecke in der Mühlstraße |
| 13.06.1891 | Eröffnung            | Chausseehaus – Hallische Straße (Georg-Schumann-Straße) – Möckern, Kernstraße |

### Leipziger Elektrische Straßenbahn (LESt)
Die zweite Straßenbahngesellschaft in Leipzig, die LESt, wurde am 3. April 1893 gegründet und am 7. Mai 1895 ins Handelsregister der Stadt eingetragen. Die AEG fungierte als Unternehmer der neuen Gesellschaft. Da die Wagen der LESt rot lackiert waren, wurde die Gesellschaft im Volksmund als „Rote“ bezeichnet, die Konkurrenz (LPE bzw. ab 1896 GLSt) fuhr mit blauen Wagen, was ihr den Namen „Blaue“ einbrachte. Die Konzession zum Bau und Betrieb elektrischer Straßenbahnen wurde der LESt am 28. Februar 1895 erteilt. Der Bau begann nach kurzer Planungsphase bereits am 11. Juni 1895. Die Streckennetzplanung erwies sich als schwierig, da die Pferdebahngesellschaft insbesondere in Innenstadtnähe schon die meisten Hauptstraßen und den Promenadenring mit ihren Strecken belegt hatte. Aufgrund der Regelung, dass die LESt die Strecken der Konkurrenz nur auf jeweils 400, später 500 Metern Länge mitbenutzen durfte, kam es zu erheblichem Parallelverkehr und zu heute unsinnig wirkenden Streckenführungen durch enge Nebenstraßen. Als Ausgleich gestattete die Stadt der LESt den Streckenbau durch die Innenstadt innerhalb des Promenadenringes, was der LPE und der GLSt mit Ausnahme der Schiller- und Goethestraße sowie der Strecke durch den Brühl immer verwehrt wurde. Die LESt baute daraufhin eine Ost-West-Strecke durch die Grimmaische Straße, Thomasgasse, Gottsched-, Zentral- und Elsterstraße
und eine Nord-Süd-Strecke durch Gerberstraße, Hallisches Tor, Reichs- sowie Katharinenstraße, Markt und Neumarkt zum Peterstor.

#### Aufbau des konzessionierten Netzes (1896–1898)
| Datum       | Art der Änderung | Strecke |
| ----------- | ---------------- | --- |
| 20.05.1896  | Eröffnung        | Mockau, Kirche – Berliner Straße – Nordstraße (→) / Gerberstraße (←) – Katharinenstraße (→) / Reichsstraße (←) – Neumarkt – Königsplatz (Ostseite) – Brüderstraße |
|             | Eröffnung        | Schönefeld, Löbauer Straße – Volbedingstraße – Berliner/Volbedingstraße |
| 02.06.1896  | Eröffnung        | Brüderstraße – Nürnberger Straße – Bayrischer Bahnhof |
| 03.06.1896  | Eröffnung        | Königsplatz (Ostseite) – Wächterstraße – Grassistraße – Beethovenstraße – Marschnerstraße – Sebastian-Bach-Straße – Klingerbrücke – Könneritzstraße – Schleußig, Oeserstraße                                                                                            |
| 05.06.1896  | Eröffnung        | Gohlis, Platnerstraße – Rosental – Waldplatz – Elsterstraße – Zentralstraße – Thomaskirche – Markt – Augustusplatz (Nordseite, am Eingang des Opernhauses vorbei) – Poststraße (heute überbaut) – Querstraße – Schützenstraße – Karlstraße (Chopinstraße) – Marienplatz |
| 22.06.1896  | Eröffnung        | Schleußig, Oeserstraße – Antonienstraße – „Adler“ – Hauptstraße (Dieskaustraße) – Großzschocher, Huttenstraße |
| 30.10.1896  | Eröffnung        | Quer-/Poststraße – Johannisplatz – Nürnberger Straße – Nürnberger/Brüderstraße |
|             | Eröffnung        | Bayrischer Bahnhof – Albertstraße (Riemannstraße) – Mozartstraße – Grassi-/Beethovenstraße |
| 05.08.1897  | Eröffnung        | Albert-/Elisenstraße (Riemann-/Bernhard-Göring-Straße) – Elisenstraße – Elisen-/Arndtstraße |
| 20.10.1897  | Eröffnung        | Marienplatz – Ranftsche Gasse – Kohlgartenstraße – Bergstraße – Kirchplatz (Berg-/Hermann-Liebmann-Straße) (hier entstand ein provisorisches Gleisdreieck) |
| 14.11.1897? | Eröffnung        | Kirchplatz – Kirchstraße (Hermann-Liebmann-Straße) – Schönefelder Brücke (Südrampe) (evtl. erfolgte die Eröffnung erst am 10.01.1898) |
| 08.12.1897  | Eröffnung        | Johannisplatz – Täubchenweg – Riebeckstraße – Stötteritzer Straße – Stötteritz, Hofer Straße/Stadtgrenze |
| 21.12.1897  | Eröffnung        | Lindenthaler/Hallische Straße (Georg-Schumann-/Lindenthaler Straße) – Eisenacher Straße (→) / Wahrner Straße (Wolfener Straße) (←) – Gohlis, Platnerstraße |
| 15.05.1898  | Eröffnung        | Stötteritz, Stadtgrenze – Wasserturmstraße – Weißestraße – Arnoldstraße – Holzhäuser Straße – Stötteritz, Depot (heutige Endstelle) |
| 23.07.1898  | Eröffnung        | Kirchplatz – Kirchstraße (Hermann-Liebmann-Straße) – Wurzner Straße – Wurzner/Plaußiger Straße |
| 20.08.1898  | Eröffnung        | Stannebeinplatz – Schönefeld, Löbauer Straße |
|             | Eröffnung        | Berliner/Apelstraße – Wittenberger/Heinickestraße |
| 30.08.1898  | Eröffnung        | Bayrischer Bahnhof – Windmühlenweg (Philipp-Rosenthal-Straße) – Johannisallee – Ostplatz – Oststraße (→) / Stötteritzer Straße (←) – Riebeckstraße |
|             | Eröffnung        | Stötteritzer/Schönbachstraße – Schönbach-/Reitzenhainer Straße (Schönbach-/Prager Straße) |
| 1898        | Eröffnung        | Wittenberger/Heinickestraße – Eutritzsch, Markt – Delitzscher Straße/Alte Dübener Landstraße |
| 14.11.1898  | Eröffnung        | Gohlis, Kasernen (Landsberger/Olbrichtstraße) – Landsberger Straße – Lindenthaler/Hallische Straße |

#### Kurze Verlängerungen (1899–1917)
Nachdem das Hauptnetz der LESt aufgebaut war, kam es nur noch zu kürzeren Erweiterungen an verschiedenen Endstrecken und im Stadtzentrum. Nachdem der Konkurrenzkampf den Verantwortlichen der Stadt zu sehr überhandgenommen hatte, wurde während des Ersten Weltkriegs die Vereinigung beider Gesellschaften angestrebt. Am 1. Januar 1917 war es so weit, die LESt wurde der großen Konkurrentin, der GLSt, angeschlossen.
| Datum      | Art der Änderung | Strecke |
| ---------- | ---------------- | --- |
| 19.11.1899 | Eröffnung        | Gohlis, Stockstraße – Eisenacher Straße – Möckernsche Straße – Kirschbergstraße – Möckern, Gasthof „Zum Anker“ (den es heute noch gibt)                                       |
| 10.09.1900 | Eröffnung        | Elisen-/Arndtstraße – Elisenstraße (Bernhard-Göring-Straße) – Elisen-/Scharnhorststraße                                                                                       |
| 12.06.1902 | Eröffnung        | Riebeck-/Stötteritzer Straße – Riebeckstraße – Arbeitsanstalt (Riebeck-/Prager Straße)                                                                                        |
| 14.07.1904 | Eröffnung        | Elisen-/Scharnhorststraße – Elisen-/Hardenbergstraße |
| 21.10.1905 | Eröffnung        | Wurzner/Plaußiger Straße – Paunsdorf, Stadtgrenze (an der Ostmauer des Friedhofs Sellerhausen)                                                                                |
| 15.12.1906 | Eröffnung        | Elisen-/Hardenbergstraße – Elisenstraße – Waisenhausstraße (Arno-Nitzsche-Straße) – Connewitz, Kreuz                                                                          |
| 10.03.1910 | Eröffnung        | gemeinsam mit der GLSt: Wendeschleife Bahnhöfe/Richard-Wagner-Straße (südlichstes der vier Schleifengleise gehörte der LESt)                                                  |
| 30.09.1910 | Eröffnung        | Gohlis, Depot (heutige Endstelle Landsberger Straße) – Landsberger Straße – Gohlis, Kasernen (vorerst nur als Betriebsstrecke)                                                |
| 10.11.1912 | Eröffnung        | Waisenhausstraße – Zwenkauer Straße – Depot Connewitz/Hildebrandstraße |
| 01.03.1913 | Eröffnung        | Windmühlenweg/Johannisallee – Windmühlenweg (Philipp-Rosenthal-Straße) – Sigismundstraße (hier entstand eine Wendeschleife ungefähr an der heutigen Schleife Deutscher Platz) |
| 01.05.1913 | Eröffnung        | Quer-/Schützenstraße – Hahnekamm – Brandenburger Straße – Richard-Wagner-Straße / Hauptbahnhof                                                                                |
| 01.06.1913 | Eröffnung        | Paunsdorf, Stadtgrenze – Paunsdorf, Depot (vorerst nur als Betriebsstrecke)                                                                                                   |
| 16.07.1913 | Eröffnung        | Reitzenhainer/Schönbachstraße – Reitzenhainer Straße (Prager Straße) – Südfriedhof (Kuppelendstelle auf der Südseite der Reitzenhainer Straße)                                |
| 17.02.1914 | Eröffnung        | Schleife Sigismundstraße (Deutscher Platz) – Reitzenhainer Straße – Naunhofer Straße (Endstelle in der Naunhofer Straße)                                                      |
| 31.10.1914 | Eröffnung        | Eutritzsch, Delitzscher Straße/Dübener Landstraße – Krankenhaus St. Georg (heutige Endstelle)                                                                                 |
| 18.08.1916 | Neutrassierung   | zwischen Waldstraßenbrücke und Polizeiwache (etwa in Höhe Tennisplatz) entstand ein eigener Bahnkörper neben der Straße                                                       |

### Große Leipziger Straßenbahn (GLSt)
Aufgrund der allgemeinen Entwicklung beschloss auch die LPE, ihre Strecken auf elektrischen Betrieb umzustellen. Zu diesem Zweck wurde am 15. November 1895 die Große Leipziger Straßenbahn AG ins Handelsregister der Stadt Leipzig eingetragen. Mit Wirkung vom 1. Januar 1896 ging die LPE nebst ihren Verträgen mit der Union-Elektricitäts-Gesellschaft (UEG) und dem Bankhaus Becker & Co. auf die GLSt über.

#### Elektrifizierung (1896–1897)
Da der Konkurrenzbetrieb bereits mit dem Bau umfangreicher elektrischer Straßenbahnstrecken beschäftigt war, musste nun die Elektrifizierung vorhandener Pferdebahnstrecken eilig vorangetrieben werden. Innerhalb von 18 Monaten wurde das gesamte Pferdebahnnetz auf Oberleitungsbetrieb umgestellt. Zwar musste wegen der höheren Masse der elektrischen Triebwagen praktisch der gesamte Oberbau von Haarmann- auf einteilige Phoenix-Rillenschienen umgebaut werden, doch schaffte es die GLSt aufgrund ihrer besseren Voraussetzungen, den elektrischen Betrieb vier Wochen vor der LESt aufzunehmen. Der letzte Pferdebahnzug verkehrte am 16. April 1897. Die noch relativ jungen Pferdebahnwagen (der späteren Typen 7a, 7b und 7c) konnten nach nur geringfügigen Anpassungen bei Bremse und Beleuchtung als Beiwagen weiterverwendet werden, sie wurden erst zwischen 1905 und 1909 ausgemustert. Wegen der Übernahme der Pferdebahnwagen und der Beibehaltung ihrer Wagennummern, deren höchste vergebene die Nummer 172 war, begann die GLSt ihre eigene Nummernreihe mit 201.
| Datum      | Art der Änderung                      | Strecke |
| ---------- | ------------------------------------- | --- |
| 18.04.1896 | Elektrifizierung                      | Gohlis, Depot Möckernsche Straße – Nordplatz – Bahnhöfe – Goethestraße – Schillerstraße – Königsplatz (Wilhelm-Leuschner-Platz) – Connewitzer Chaussee (Karl-Liebknecht-Straße) – Connewitz, Kreuz – Connewitz, Eiskeller (Nähe Koburger Brücke) |
| 30.10.1896 | Elektrifizierung                      | Plagwitz, Depot – Lindenauer Markt – Waldplatz – Blücherplatz – Georgiring – Augustusplatz – Roßplatz – Bayrischer Bahnhof |
|            | Elektrifizierung                      | Fleischerplatz – Brühl – Brühl/Goethestraße |
|            | Elektrifizierung                      | Augustusplatz – Johannisplatz – Hospitalstraße (Prager Straße) – Reitzenhainer Straße (Prager Straße) – Friedhofsweg |
| 31.10.1896 | Elektrifizierung                      | Plagwitz, Depot – „Felsenkeller“ – Obstmarkt – Königsplatz – Roßplatz |
|            | Elektrifizierung                      | Georgiring/Wintergartenstraße – Eisenbahnstraße – Torgauer Platz |
|            | Eröffnung                             | Plagwitzer Bahnhöfe – Albertstraße (Karl-Heine-Straße) – Plagwitz, Depot |
| 02.03.1897 | Elektrifizierung                      | Augustusplatz, Mittelfahrbahn – Reudnitz – Anger-Crottendorf, „Albertgarten“ |
| 03.03.1897 | Elektrifizierung                      | Nordplatz – Fleischerplatz – Obstmarkt – Spießbrücke – Kaiser-Wilhelm-/Kronprinzstraße (August-Bebel-/Kurt-Eisner-Straße) |
| 04.03.1897 | Elektrifizierung                      | Blücherplatz – Chausseehaus – Möckern, Kernstraße |
| 05.03.1897 | Elektrifizierung                      | Wiesen-/Promenadenstraße (Gustav-Mahler-/Käthe-Kollwitz-Straße) – Promenadenstraße – Fleischerplatz |
|            | Elektrifizierung                      | Bayrischer Bahnhof – Bayrische Straße (Arthur-Hoffmann-Straße) – Schlachthof |
| 17.04.1897 | Elektrifizierung                      | Chausseehaus – Eutritzsch, Markt – Eutritzsch, Depot Gräfestraße |
| 09.05.1897 | Elektrifizierung/Wiederinbetriebnahme | Spießbrücke – Rennbahn |
| 28.10.1897 | Elektrifizierung/Wiederinbetriebnahme | Plagwitz, „Drei Linden“ – „Felsenkeller“ |

#### Umfangreicher Ausbau des Streckennetzes (1897–1902)
Auch an Neubaustrecken wurde gearbeitet. Viele Stadtteile waren immer noch nicht ans Netz der Leipziger Straßenbahn angeschlossen.
| Datum      | Art der Änderung    | Strecke |
| ---------- | ------------------- | --- |
| 28.10.1897 | Eröffnung           | „Felsenkeller“ – Zschochersche Straße – „Adler“ – Windorfer Straße – Kleinzschocher, Taborkirche |
| 13.11.1897 | Eröffnung           | Albert-/Nonnenstraße (Karl-Heine-/Nonnenstraße) – Nonnenstraße – Weißenfelser Straße – Weißenfelser/Zschochersche Straße                                                                                     |
| Ende 1897  | Eröffnung           | Lützner-/Endersstraße – Lützner Straße – Lindenau, Depot (heute Bushof Lindenau) (vorerst nur als Betriebsstrecke)                                                                                           |
| 01.06.1898 | Eröffnung           | Reitzenhainer Straße/Friedhofsweg (Prager Straße/Friedhofsweg) – Friedhofsweg – Südfriedhof (An der Tabaksmühle)                                                                                             |
| 24.07.1898 | Eröffnung           | Reudnitz, Depot – Wurzner Straße – Torgauer Straße – Torgauer Platz |
| 26.10.1898 | Eröffnung           | Kaiser-Wilhelm-/Kronprinzstraße (August-Bebel-/Kurt-Eisner-Straße) – Kronprinz-/Südstraße (Kurt-Eisner-/Karl-Liebknecht-Straße)                                                                              |
|            | Eröffnung           | Connewitz, Kreuz – Bornaische/Meusdorfer Straße |
| 1898       | Eröffnung           | Gohlis, Depot Möckernsche Straße – Wiederitzscher Straße – Wiederitzscher/Hallische Straße |
|            | Eröffnung           | Nordplatz – Roscherstraße – Roscher-/Eutritzscher Straße (Betriebsstrecke) |
| 27.01.1899 | Eröffnung           | Lindenauer Markt – Querstraße – Georg-Schwarz-Straße – Leutzsch, Schule |
| 14.04.1899 | Eröffnung           | Leutzsch, Schule – Rathenaustraße – Bahnhof Leutzsch |
| 23.07.1899 | Eröffnung           | Möckern, Kernstraße – Hallische Straße – Möckern, Kirche |
| 30.11.1899 | Eröffnung           | Bornaische/Meusdorfer Straße – Lößnig, Bornaische/Blasbalgstraße (Siegfriedstraße) |
| 06.12.1899 | Eröffnung           | Lößnig, Blasbalgstraße (Siegfriedstraße) – Bornaische Straße – Dölitz, Leinestraße |
| 1900       | Eröffnung           | Dölitz, Leinestraße – Dölitz, Depot (vorerst nur Betriebsstrecke) |
| 20.12.1900 | Eröffnung           | Reitzenhainer Straße/Friedhofsweg – Reitzenhainer Straße (Prager Straße) – Probstheida, Depot (heute Bushof Probstheida) (zwischen Probstheida, Gasthof (Prager/Russenstraße) und Depot nur Betriebsstrecke) |
|            | Aufn. Linienverkehr | Lützner/Endersstraße – Lindenau, Depot |
| 14.10.1901 | Eröffnung           | Waldplatz – Westplatz |
| 22.11.1901 | zu Betriebsstrecke  | Spießbrücke – Rennbahn (nur bei Rennveranstaltungen betrieben) |
| 09.06.1902 | Eröffnung           | Schiller-/Universitätsstraße – Roßplatz |
|            | Eröffnung           | Bayrische/Kronprinzstraße (Arthur-Hoffmann-/Kurt-Eisner-Straße) – Kronprinz-/Südstraße (Kurt-Eisner-/Karl-Liebknecht-Straße)                                                                                 |

#### Wendeschleifen beschleunigen den Betrieb (1908–1917)
Nachdem auch die GLSt das von ihnen geplante Netz realisiert hat, begann man damit, an wichtigen Endstellen, an denen Platz vorhanden war, Wendeschleifen einzurichten (Bf. Leutzsch, Richard-Wagner-Straße (gemeinsam mit der LESt), Eutritzsch/Markt, Völkerschlachtdenkmal/Gletschersteinallee, Connewitz/Klemmstraße, Ludwig-/Bussestraße (Tauchaer Tor), Tabaksmühle). Auch einige kurze Erweiterungen an einigen Endstrecken konnten gebaut werden. Daneben wurde trotz des Krieges am 19. Juni 1915 der Linienverkehr zum Depot Dölitz aufgenommen.
| Datum      | Art der Änderung    | Strecke |
| ---------- | ------------------- | --- |
| 05.10.1911 | Eröffnung           | Gohliser/Menckestraße – Lützowstraße – Gohlis-Nord, Virchow-/Gottschallstraße                                                             |
| 01.11.1913 | Eröffnung           | Lindenau, Depot – Lützner Straße – Plautstraße – Lindenau, Plaut-/Demmeringstraße                                                         |
| 13.01.1914 | Eröffnung           | Torgauer Platz – Eisenbahnstraße – Eisenbahn-/Portitzer Straße (hier entstand eine viergleisige Umsetzanlage)                             |
| 09.07.1914 | Eröffnung           | Kaiser-Wilhelm-/Kronprinzstraße – Kaiser-Wilhelm-/Kaiserin-Augusta-Straße (August-Bebel-/Richard-Lehmann-Straße)                          |
| 01.01.1915 | Eröffnung           | Kaiser-Wilhelm-/Kaiserin-Augusta-Straße – Brand-/Simildenstraße (Depot Connewitz/Brandstraße inkl. Betriebsstrecke in der Simildenstraße) |
| 19.06.1915 | Aufn. Linienverkehr | Dölitz, Leinestraße – Depot Dölitz |

#### Netzbereinigung (1917–1923)
Nach der Übernahme der LESt konnte damit begonnen werden, das Streckennetz zu vereinfachen. Viele nun sinnlos gewordene Parallelstrecken wurden stillgelegt, jedoch wurde auch an kurzen Neubaustrecken gearbeitet, um die beiden Netze effektiver miteinander zu verbinden.
| Datum      | Art der Änderung    | Strecke |
| ---------- | ------------------- | --- |
| 07.02.1917 | zu Betriebsstrecke  | Enders-/Lützner Straße – Guts-Muths-Straße (→) / Merseburger Straße (←) – Albertstraße |
| 31.03.1917 | zu Betriebsstrecke  | Kronprinz-/Bayrische Straße (Kurt-Eisner-/Arthur-Hoffmann-Straße) – Kronprinz-/Südstraße (Kurt-Eisner-/Karl-Liebknecht-Straße)                                                                                            |
| 01.04.1917 | Stilllegung         | Schiller-/Universitätsstraße – Roßplatz |
|            | zu Betriebsstrecke  | Kaiser-Wilhelm-/Kronprinzstraße (August-Bebel-/Kurt-Eisner-Straße) – Brandstraße |
| 20.09.1917 | Neutrassierung      | zwischen Polizeiwache (etwa in Höhe Tennisplatz) und Gohliser Wehrbrücke entstand ein eigener Bahnkörper neben der Waldstraße                                                                                             |
| 19.11.1917 | zu Betriebsstrecke  | Berliner/Apelstraße – Eutritzscher Markt |
|            | Stilllegung         | Elisen-/Waisenhausstraße (Bernhard-Göring-/Arno-Nitzsche-Straße) – Connewitz, Kreuz |
|            | zu Betriebsstrecke  | Albert-/Elisenstraße (Riemann-/Bernhard-Göring-Straße) – Elisenstraße – Waisenhausstraße – Zwenkauer Straße – Connewitz, Depot Hildebrandstraße                                                                           |
|            | zu Betriebsstrecke  | Eutritzsch, Markt – Eutritzsch, Depot Gräfestraße |
| 02.01.1918 | Aufn. Linienverkehr | Paunsdorf, Stadtgrenze – Paunsdorf, Depot |
|            | Stilllegung         | Gohlis, Stock-/Eisenacher Straße – Eisenacher Straße – Kirschbergstraße – Möckern, Gasthof „Zum Anker“ |
| 10.01.1918 | zu Betriebsstrecke  | Gohlis, Tauchaer Weg (Max-Liebermann-Straße) – Gohlis, Kasernen |
| 11.05.1918 | Stilllegung         | „Adler“ – Windorfer Straße – Kleinzschocher, Taborkirche |
| 1918       | Eröffnung           | Wendeschleife Stötteritz, Papiermühlstraße (Häuserblockumfahrung) |
|            | Stilllegung         | Stötteritzer/Schönbachstraße – Schönbach-/Reitzenhainer Straße (Schönbach-/Prager Straße) |
| 01.10.1919 | zu Betriebsstrecke  | Wurzner/Torgauer Straße – Torgauer Platz |
|            | Stilllegung         | Augustusplatz, Nordseite – Poststraße – Post-/Querstraße |
| um 1920    | Eröffnung           | Eisenbahn-/Annenstraße – Wurzner/Annenstraße |
| 01.04.1920 | Stilllegung         | Königsplatz/Ostseite – Brüderstraße – Nürnberger/Brüderstraße |
| 10.06.1920 | Stilllegung         | Kirchplatz (Hermann-Liebmann-/Bergstraße) – Bergstraße – Kohlgartenstraße – Marienplatz – Schützenstraße – Schützen-/Querstraße                                                                                           |
|            | zu Betriebsstrecke  | Kirch-/Eisenbahnstraße – Kirchstraße (Hermann-Liebmann-Straße) – Kirch-/Wurzner Straße |
|            | zu Betriebsstrecke  | Hauptbahnhof – Brandenburger Straße – Hahnenkamm – Querstraße – Johannisplatz |
|            | Stilllegung         | Albert-/Elisenstraße – Elisenstraße – Waisenhausstraße, sowie das landwärtige Gleis in der Zwenkauer Straße bis zum Betriebshof                                                                                           |
| 05.11.1922 | Eröffnung           | Tauchaer/Kohlgartenstraße (Friedrich-List-Platz) – Kohlgartenstraße – Reudnitz, Dresdner/Kohlgartenstraße (unter Nutzung der noch in der Kohlgartenstraße zwischen Ranftscher Gasse und Bergstraße liegenden LESt-Gleise) |
| 17.12.1922 | Stilllegung         | Albert-/Nonnenstraße – Nonnenstraße – Weißenfelser Straße – Weißenfelser/Zschochersche Straße |
| 17.01.1923 | Stilllegung         | Windmühlenweg/Johannisallee – Ostplatz – Stötteritzer Straße (→) / Oststraße (←) – Riebeckstraße |
| 08.11.1923 | Aufn. Linienverkehr | Gohlis, Tauchaer Weg – Gohlis, Depot Landsberger Straße |

#### Zwischen Inflation und Zweitem Weltkrieg (1924–1938)
Nachdem das Netz auf das notwendige Maß verdünnt wurde, arbeitete die GLSt nun wieder an Neubaustrecken sowie zusätzlichen Wendeschleifen (Möckern/Huygensstraße, Connewitz/Kreuz, Möckern/Depot, Kleinzschocher/Depot, Wahren/Rathaus, Fortuna-Stadion, Schönefeld/Volbedingstraße, Stötteritz/Holzhäuser Straße). Bis zur Umgründung des Betriebs in die Leipziger Verkehrsbetriebe (LVB) am 29. Juli 1938 konnten so auch die letzten größeren Stadtteile ans Straßenbahnnetz angeschlossen werden. Am gleichen Tag ging auch die erste O-Bus-Strecke in Leipzig in Betrieb.
| Datum      | Art der Änderung     | Strecke |
| ---------- | -------------------- | --- |
| 1925       | Stilllegung          | Schönefeld, Endstelle Volbedingstraße – Mockauer/Volbedingstraße (inkl. Abbau der eingleisigen Strecke)                                                                     |
| 26.02.1925 | Neutrassierung       | Umbau des Blücherplatzes (Tröndlinring/Kurt-Schumacher-Straße) |
| 27.08.1925 | Neutrassierung       | Anlage Richard-Wagner-Platz (alte Wendeschleife aufgehoben, dafür zweigleisige Strecke bis zum Hallischen Tor mit Endstelle)                                                |
| 21.10.1925 | Wiederinbetriebnahme | Kaiser-Wilhelm-/Kronprinzstraße (August-Bebel-/Kurt-Eisner-Straße) – Brandstraße, Depot                                                                                     |
| 27.03.1926 | Wiederinbetriebnahme | Eutritzsch, Markt – Berliner/Apelstraße |
| 26.06.1926 | Eröffnung            | Philipp-Rosenthal-/Linnéstraße – Großmarkthalle (An den Tierkliniken) |
| 15.07.1926 | Eröffnung            | Krankenhaus St. Georg – Wiederitzsch, Seehausener Straße |
| 14.04.1927 | Eröffnung            | Paunsdorf, Depot – Hans-Weigel-Straße – Engelsdorf, Kirche (Gleisdreieck)                                                                                                   |
| 15.07.1927 | Eröffnung            | Torgauer Platz – Taucha, An der Bürgerruhe |
| 11.09.1927 | Eröffnung            | Möckernsche/Wiederitzscher Straße – Kirschbergstraße – Kernstraße – Kern-/Hallische Straße (nur in diese Richtung, als Wendeschleife genutzt)                               |
| 01.03.1928 | Wiederinbetriebnahme | Kirch-/Eisenbahnstraße – Kirchstraße (Hermann-Liebmann-Straße) – Kirch-/Wurzner Straße                                                                                      |
| 01.04.1928 | Eröffnung            | Dölitz, Depot – Markkleeberg-Ost, Schillerplatz |
| 02.09.1928 | Eröffnung            | Harkortstraße, Reichsverwaltungsgericht – Simsonplatz – Mozartstraße |
|            | Stilllegung          | Grassi-/Beethovenstraße – Wächterstraße – Königsplatz (Ostseite) |
| 02.12.1928 | Eröffnung            | „Adler“ – Antonienstraße – Diezmannstraße – Schönauer Weg – Herrmann-Meyer-Straße (Gleisdreieck)                                                                            |
| 16.12.1928 | Eröffnung            | Probstheida, Depot – Meusdorf (Zwischenschleife) – Liebertwolkwitz, Störmthaler Straße (Wendeschleife)                                                                      |
|            | Eröffnung            | Anger-Crottendorf, Herbartstraße – Anger-Crottendorf, Ostfriedhof (Wendeschleife)                                                                                           |
| 02.03.1929 | Eröffnung            | Kaiserin-Augusta-/Südstraße (Richard-Lehmann-/Karl-Liebknecht-Straße) – Kaiserin-Augusta-Straße – Kaiserin-Augusta-/Zwickauer Straße (vorerst nur bei Messeveranstaltungen) |
|            | Eröffnung            | Bayrische/Kantstraße – Bayrische Straße (Arthur-Hoffmann-Straße) – Bayrische/Kaiserin-Augusta-Straße (Arthur-Hoffmann-/Richard-Lehmann-Straße)                              |
| 13.07.1929 | Neutrassierung       | Umbau der Anlagen auf dem Hauptbahnhofsvorplatz |
| 04.01.1930 | Eröffnung            | An der Tabaksmühle – Kaiserin-Augusta-/Zwickauer Straße (Richard-Lehmann-/Zwickauer Straße)                                                                                 |
|            | Aufn. Linienverkehr  | Kaiserin-Augusta-/Südstraße – Kaiserin-Augusta-/Zwickauer Straße |
| 15.04.1931 | Eröffnung            | Mockau, Kirche – Thekla (Wendeschleife) |
| 15.07.1931 | Eröffnung            | Zwickauer/Kaiserin-Augusta-Straße – Behelfsholzbrücke über die Eisenbahn – An der Märchenwiese (Marienbrunn)                                                                |
| 04.06.1934 | Eröffnung            | Großzschocher, Dieskau-/Huttenstraße – Großzschocher, Gerhard-Ellrodt-Straße (Wendeschleife)                                                                                |
| 07.04.1935 | Stilllegung          | Kant-/Bayrische Straße (Kant-/Arthur-Hoffmann-Straße) – Schlachthof (MDR-Zentrum)                                                                                           |
| 30.05.1935 | Eröffnung            | Großzschocher – Knautkleeberg |
| 15.12.1936 | Eröffnung            | Yorckplatz (Wilhelm-Liebknecht-Platz) – Yorckstraße (Erich-Weinert-Straße) – Yorck-/Berliner Straße                                                                         |
|            | zu Betriebsstrecke   | Berliner/Yorckstraße (Berliner/Erich-Weinert-Straße) – Nordstraße (→)/Gerberstraße (←) – Katharinenstraße (→)/Reichsstraße (←) – Neumarkt – Königsplatz                     |

### Leipziger Außenbahn AG (LAAG)

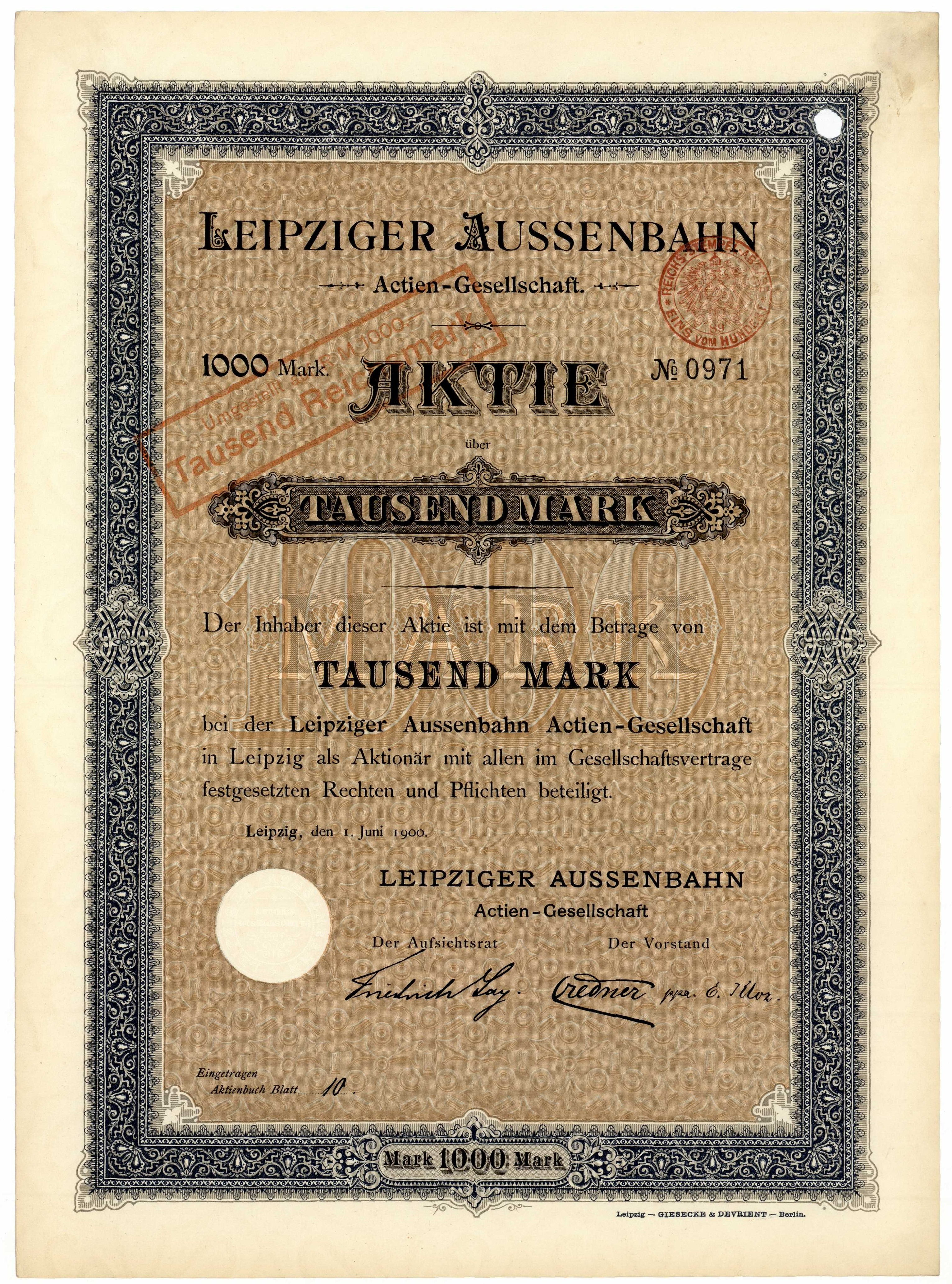
Aktie über 1000 Mark der Leipziger Außenbahn AG vom 1. Juni 1900

Am 6. Februar 1900 wurde die Leipziger Außenbahn AG gegründet. Sie hatte das Ziel, größere Nachbarorte mit der Stadt Leipzig zu verbinden. Der Betrieb wurde von Anfang an von der GLSt geführt, ansonsten war die Gesellschaft aber eigenständig. Die Bahn nach Schkeuditz war ab Stahmeln gemäß dem Preußischen Kleinbahngesetz als Kleinbahn konzessioniert worden.
Auch nach Gründung der LVB behielt die LAAG ihre Eigenständigkeit. Erst am 1. Juli 1946 wurde die Verwaltung der Bahn an die LVB übergeben. Bis zum 1. Oktober 1951 blieb die Gesellschaft jedoch noch offiziell Eigentümer der Bahnstrecken. Erst an diesem Tag wurde die LAAG vollständig vom VEB (K) Verkehrsbetriebe der Stadt Leipzig (LVB) übernommen.
| Datum      | Art der Änderung | Strecke |
| ---------- | ---------------- | --- |
| 21.12.1900 | Eröffnung        | Möckern, Kirche – Hallische Straße – Wahren, Linkelstraße |
| 16.05.1902 | Eröffnung        | Connewitz, Eiskeller (Nähe Koburger Brücke) – Koburger Straße – Bahnhof Oetzsch (heute „Bhf. Markkleeberg“) – Ring – Gautzsch (heute „Markkleeberg-West“), Gasthof „Weißer Stern“ (Koburger/August-Bebel-Straße) |
| 09.06.1905 | Eröffnung        | Wahren, Linkelstraße – Stahmeln – Lützschena, Gasthof |
| 17.05.1907 | Eröffnung        | Leutzsch, Rathaus – Gundorf (heute „Böhlitz-Ehrenberg“) |
| 27.10.1910 | Eröffnung        | Lützschena, Gasthof – Schkeuditz, Depot |

### Leipziger Verkehrsbetriebe (LVB)

#### Der Zweite Weltkrieg und seine Folgen (1938–1948)
Nachdem die LVB gegründet worden waren, wurde mehr Gewicht auf das O-Bus-Programm gelegt. Neue Wendeschleifen entstanden am Adler (durch die Limburger und Wachsmuthstraße) und an der Torgauer/Bautzner Straße. Das Streckennetz wurde bis zum Ende des Krieges kaum erweitert. Im Gegenteil, einige Strecken wurden aufgrund der Kriegseinwirkungen zerstört und auch nach dem Krieg nicht wieder aufgebaut. Andere Abschnitte wurden zwar kurzzeitig wieder in Betrieb genommen, mussten dann jedoch abgebaut werden, um Material zu gewinnen.
| Datum       | Art der Änderung   | Strecke |
| ----------- | ------------------ | --- |
| Ende 1939   | Eröffnung          | Diezmannstraße – Kurt-Kresse-Straße – Hermann-Meyer-Straße                                                                    |
| Ende 1939   | Stilllegung        | Diezmannstraße – Schönauer Weg – Hermann-Meyer-Straße                                                                         |
| 1941        | Stilllegung        | Strbf. Connewitz, Zwenkauer Straße – Zwenkauer Straße – Waisenhausstraße (stadtwärtiges Gleis)                                |
| Sommer 1942 | Eröffnung          | Schönefeld, Volbedingstraße – Mockauer/Volbedingstraße (vorerst nur als Betriebsstrecke)                                      |
| 04.12.1943  | Stilllegung        | Berliner/Yorckstraße (Berliner/Erich-Weinert-Straße) – Nordstraße (→)/Gerberstraße (←) – Blücherplatz                         |
|             | Stilllegung        | Bayrischer Bahnhof – Albertstraße (Riemannstraße) – Petrikirche                                                               |
| 27.02.1945  | Stilllegung        | Kaiser-Wilhelm-/Kronprinzstraße (August-Bebel-/Kurt-Eisner-Straße) – Brandstraße, Depot                                       |
| 01.10.1946  | zu Betriebsstrecke | Harkortstraße/ehem. Reichsgericht – Simsonplatz – Mozartstraße                                                                |
|             | zu Betriebsstrecke | Marschner-/Plagwitzer Straße (Marschner-/Käthe-Kollwitz-Straße) – Beethovenstraße – Mozartstraße – Albertstraße – Petrikirche |
| Ende 1946   | Stilllegung        | Harkortstraße/ehem. Reichsgericht – Simsonplatz – Mozartstraße                                                                |
|             | Stilllegung        | Marschner-/Plagwitzer Straße (Marschner-/Käthe-Kollwitz-Straße) – Beethovenstraße – Mozartstraße – Albertstraße – Petrikirche |
| 04.08.1947  | zu Betriebsstrecke | Philipp-Rosenthal-/Semmelweisstraße – Großmarkthalle (An den Tierkliniken) (nur noch Güterverkehr)                            |
| 01.11.1948  | Stilllegung        | Johannisplatz – Täubchenweg – Betriebshof Reudnitz                                                                            |

#### Umstrukturierung und neue Endstellenanlagen (1949–1961)
Aufgrund der neuen politischen Situation wurden auch die Leipziger Verkehrsbetriebe umstrukturiert. Am 22. März 1949 wurden sie zunächst in das Kommunale Wirtschaftsunternehmen (KWU) Leipzig eingegliedert. Ab 1. April 1951 war der Betrieb wieder eigenständig und firmierte nun unter VEB (K) Verkehrsbetriebe der Stadt Leipzig (LVB). Im Gleisnetz wurden einige Betriebs- und Verbindungsstrecken stillgelegt, andererseits jedoch viele neue Gleisdreiecke (Knautkleeberg, Virchow-/Gottschallstraße, Großmarkthalle, Wiederitzsch, Johannisplatz, Emmausstraße, Böhlitz-Ehrenberg) und Wendeschleifen (Markkleeberg-Mitte/Parkstraße, Märchenwiese, Plaut-/Demmeringstraße, Zentralstadion/Feuerbachstraße, Mockau/Post, Schkeuditz/Depot, Bf. Plagwitz, Markkleeberg-West) gebaut. Seit dem ersten März 1951 verkehrten außerhalb der Messen dreißig Straßenbahnlinien, sämtliche Liniennummern zwischen 1 und 30 waren belegt. Insbesondere die Linie 30 wurde jedoch mehrmals verlegt.
| Datum       | Art der Änderung     | Strecke |
| ----------- | -------------------- | --- |
| 03.01.1949  | Stilllegung          | Ernst-Thälmann-Straße (heute wieder Eisenbahnstraße)/Annenstraße – Ernst-Thälmann-/Portitzer Straße (die Anlage ist im Straßenpflaster noch heute zu erkennen) (ex Linie 2)           |
| 01.07.1950  | Stilllegung          | Eutritzsch, Markt – Gräfestraße – Eutritzsch, Depot (ex Linie 21) |
| 01.11.1950  | Stilllegung          | Hauptbahnhof – Brandenburger Straße – Hahnekamm – Querstraße – Johannisplatz – Nürnberger Straße – Bayrischer Bahnhof (war Betriebsstrecke)                                           |
|             | Stilllegung          | Wendeschleife Torgauer/Bautzner Straße (ehemals Berufsverkehrsendstelle zur HASAG, der Betrieb wurde seit Kriegsende demontiert)                                                      |
| 13.04.1951  | Stilllegung          | Waldplatz – Elsterstraße – Thomaskirche – Markt – Karl-Marx-Platz (Augustusplatz) (ex Linien 6, 7)                                                                                    |
| Herbst 1951 | Stilllegung          | Wendeschleife am Fortuna-Stadion |
| Ende 1951   | Stilllegung          | Blücherplatz – Katharinenstraße (→)/Reichsstraße (←) – Neumarkt – Königsplatz (die Verbindung von der Richard-Wagner-Straße zum Ring bleibt erhalten) (war Betriebsstrecke)           |
| 1955        | Stilllegung          | Harkort-/Pestalozzistraße (Harkort-/Telemannstraße) – Rennbahn (war Betriebsstrecke)                                                                                                  |
| 01.09.1956  | Neutrassierung       | Verbreiterung und Verlegung auf eigenen Bahnkörper auf dem Georgiring |
| 01.12.1958  | Stilllegung          | Kuppelendstelle Prager Straße/Südfriedhof (sog. „Schlippe“) (ex Linie 29) |
| 31.07.1959  | Neutrassierung       | eigener Bahnkörper zwischen Roßplatz und Bayrischer Bahnhof |
| 1959        | Stilllegung          | Endstelle Connewitz, Eiskeller (war Betriebsstrecke) |
| 15.06.1960  | Wiederinbetriebnahme | Lützner/Endersstraße – Guts-Muths-Straße (→)/Merseburger Straße (←) – Karl-Heine-Straße (wegen Brückenneubau und dadurch Sperrung der Karl-Heine-Straße) (für Umleitung Linien 2, 23) |
| 11.02.1961  | Neutrassierung       | Käthe-Kollwitz-/Elsterstraße – Westplatz (vorherige geradlinige Führung der Käthe-Kollwitz-Straße wurde aufgegeben)                                                                   |
| 14.02.1961  | Stilllegung          | Markkleeberg-West – Gasthof „Weißer Stern“ (ex Linie 28 wegen Bau der Wendeschleife)                                                                                                  |
| 18.05.1961  | Eröffnung            | Gohlis-Nord, Gottschallstraße – Gohlis-Nord, Virchowstraße (Wendeschleife mit Linien 9, 20, 24)                                                                                       |
| 15.12.1961  | zu Betriebsstrecke   | Lützner/Endersstraße – Guts-Muths-Straße (→)/Merseburger Straße (←) – Karl-Heine-Straße (ex Linien 2, 23)                                                                             |

#### Umbau der Anlagen im Zentrum (1964–1978)
Die verkehrsmäßig völlig überlasteten Anlagen rund um das Stadtzentrum mussten dringend erweitert und modernisiert werden. Dabei wurde der Tröndlinring extrem verbreitert und anstelle der vorher außerordentlich beengten Haltestellenanlagen der Haltestelle Friedrich-Engels-Platz (Goerdelerring) auf dem Gelände des im Zweiten Weltkrieg durch Bombentreffer am 4. Dezember 1943 zerstörten Alten Theaters eine viergleisige Anlage gebaut. Mit der Inbetriebnahme dieser entfiel die Strecke durch den Brühl. Auch an anderen Stellen wurden Strecken modernisiert. Daneben fielen die als unrentabel angesehenen Außenstrecken nach Liebertwolkwitz und Engelsdorf dem Rotstift zum Opfer und wurden auf Omnibusbetrieb umgestellt. Erreicht wurden die von den LVB nicht gewollten Stilllegungen durch Reduzierung der verfügbaren Umbaukapazitäten.
Mit der Stilllegung der provisorischen Holzbrücke über die Eisenbahnstrecken Leipzig Hbf–Connewitz und Engelsdorf–Connewitz zwischen Richard-Lehmann- und Arno-Nitzsche-Straße am 11. Juni 1967 wurde die Linie 26 eingestellt, da sich ihr Laufweg mit dem der Linie 16 vollständig deckte. Die Zahl von dreißig Linien im Regelbetrieb wurde danach nie wieder erreicht.
In Verbindung mit dem Abbruch der Universitätsgebäude am Karl-Marx-Platz musste die innenstadtnahe Straßenbahnstrecke durch die Schillerstraße trotz höchstem Verkehrswert stillgelegt werden, obwohl ihre Wiedereinrichtung möglich gewesen wäre. Zwischen Universitäts- und Petersstraße blieben die Anlagen vorerst erhalten, letztmals wurden sie beim Bau des Fußgängertunnels an der Haltestelle Roßplatz als Umleitungsstrecke befahren und anschließend vollständig abgebaut. Am 1. Januar 1970 wurde der Betrieb in VEB Kombinat Verkehrsbetriebe der Stadt Leipzig (LVB) umbenannt. 1972 wurde das hundertjährige Jubiläum der Straßenbahn Leipzig begangen. Für eine Fahrzeugausstellung wurden die verbliebenen Gleise in der Richard-Wagner-Straße letztmals genutzt, auf dem abgetrennten südlichen Gleis im Brühl verkehrte der aus einem Salzbeiwagen entstandene Nachbau des Pferdebahnwagens 95.
Im Zug der Einführung der Tatratrieb- und Beiwagen wurden weitere Linien des bisherigen Verästelungsnetzes eingestellt. Gleichzeitig wurden die verbliebenen Linien verstärkt und die Stromversorgung ausgebaut.
| Datum         | Art der Änderung     | Strecke |
| ------------- | -------------------- | --- |
| 20.06.1964    | Stilllegung          | Friedrich-Engels-Platz – Brühl – Brühl/Goethestraße (ex Linien 3, 4, 6, 7, 30) |
|               | Neutrassierung       | Haltestelle Friedrich-Engels-Platz (Gleise 1 und 3) |
| 20.08.1964    | Neutrassierung       | Haltestelle Friedrich-Engels-Platz (Gleise 2 und 4) |
|               | Eröffnung            | Friedrich-Ebert-/Moritzstraße – Karl-Tauchnitz-Straße – Neues Rathaus |
|               | Stilllegung          | alte Friedrich-Ebert-Straße zwischen Moritzstraße und Martin-Luther-Ring |
| 01.01.1965    | Stilllegung          | Philipp-Rosenthal-/Semmelweisstraße – Großmarkthalle (war Betriebsstrecke) |
| 30.08.1965    | Neutrassierung       | eigener Bahnkörper Augustusplatz – Johannisplatz |
| 1966          | Stilllegung          | eigener Bahnkörper neben dem Friedhofsweg |
| 11.07.1967    | Wiederinbetriebnahme | Kurt-Eisner-/Arthur-Hoffmann-Straße – Kurt-Eisner-/Karl-Liebknecht-Straße (Umleitung Linie 16)                                                                                                  |
|               | Eröffnung            | Arthur-Hoffmann-/Richard-Lehmann-Straße – Wiedebachplatz (mit Linien 16, 22) |
| 28.07.1967    | Stilllegung          | Richard-Lehmann-/Zwickauer Straße – Zwickauer/Arno-Nitzsche-Straße (Gleisdreieck Richard-Lehmann-/Zwickauer Straße bleibt erhalten) (ex Linie 22 (Umleitung))                                   |
| 04.08.1967    | zu Betriebsstrecke   | Kurt-Eisner-/Arthur-Hoffmann-Straße – Kurt-Eisner-/Karl-Liebknecht-Straße (ex Linie 16) |
|               | Eröffnung            | Wiedebachplatz – Arno-Nitzsche-/Zwickauer Straße (mit Linie 16) |
| 03.10.1967    | Stilllegung          | Lützner/Endersstraße – Guts-Muths-Straße (→)/Merseburger Straße (←) – Karl-Heine-Straße (war Betriebsstrecke)                                                                                   |
| 1967          | Neutrassierung       | Kreuzungsbereich Richard-Wagner-Straße/Tröndlinring/Gerberstraße |
| 25.05.1968    | Stilllegung          | Augustusplatz – Schillerstraße – Wilhelm-Leuschner-Platz (ex Linien 3, 7, 10, 11, 28) |
| 15.07.1968    | Betriebseinstellung  | Adler – Hermann-Meyer-Straße (ex Linien 1, 9), wegen des Neubaues der Antonienbrücken |
| 01.06.1969    | Eröffnung            | Wendeschleife Sellerhausen, Emmausstraße (mit Linie 3, war vorher ein nicht im Linienbetrieb genutztes Gleisdreieck)                                                                            |
| Frühjahr 1970 | Stilllegung          | Gleisdreieck Schönefeld, Dimpfelstraße (nördlich der Kreuzung Stannebeinplatz) (war Betriebsstrecke)                                                                                            |
| 15.12.1970    | Wiedereröffnung      | Adler – Hermann-Meyer-Straße (mit Linie 1) |
| 28.06.1971    | Stilllegung          | Meusdorf – Liebertwolkwitz (ex Linie 15) |
| 10.07.1971    | Stilllegung          | Richard-Wagner-Straße westlich der Endstellenanlage |
| 16.07.1971    | Eröffnung            | Wendeschleife Hauptbahnhof/Westseite (mit Linien 10, 20, 28) |
| 27.08.1971    | Neutrassierung       | Friedrich-Engels-Platz – Hauptbahnhof |
| 23.03.1972    | Stilllegung          | Kurt-Eisner-/Arthur-Hoffmann-Straße – Kurt-Eisner-/Karl-Liebknecht-Straße (war Betriebsstrecke)                                                                                                 |
| 22.08.1973    | Neutrassierung       | eigener Bahnkörper Antonienstraße – Diezmannstraße – Kurt-Kresse-Straße (mit langer Gleisverschlingung an der Kreuzung Antonien-/Diezmannstraße, die erst am 13. Oktober 1979 aufgehoben wurde) |
| 19.04.1974    | Neutrassierung       | Hauptbahnhof/Ostknoten (Georgiring/Wintergartenstraße) |
| 24.05.1974    | Neutrassierung       | Kreuzung Hauptbahnhof/Goethestraße |
| 12.09.1974    | Stilllegung          | Schleife Messegelände/Deutscher Platz („Sigismundschleife“) |
| 01.10.1974    | Stilllegung          | Paunsdorf, Depot – Sommerfeld – Engelsdorf, Kirche (ex Linie 2) |
| 23.12.1974    | Eröffnung            | An der Märchenwiese – Lößnig (mit Linie 16) |
| 03.11.1975    | Neutrassierung       | Wilhelm-Leuschner-Platz – Roßplatz |
| 01.11.1976    | Eröffnung            | Wendeschleife Torgauer/Bautzner Straße (mit Linie 33) |
| 28.01.1978    | Neutrassierung       | Umbau der Wendeschleife Thekla |

#### Erschließung der Neubaugebiete (1979–1990)
Ab 1979 wartete eine neue Aufgabe auf die Verkehrsplaner der LVB. Im Westen und Osten der Stadt entstanden riesige Plattenbausiedlungen, die an das Straßenbahnnetz anzubinden waren. Nach den politisch-gesellschaftlichen Veränderungen in der DDR wurde am 1. Juli 1990 die LVB in die Leipziger Verkehrsbetriebe (LVB) AG i. A. umgewandelt.
| Datum      | Art der Änderung   | Strecke |
| ---------- | ------------------ | --- |
| 05.04.1979 | Eröffnung          | Hermann-Meyer-Straße – Ratzelstraße – Grünau-Süd (mit Linie 1) |
| 01.09.1980 | Neutrassierung     | Koburger Brücke |
| 29.09.1980 | Eröffnung          | Wendeschleife Deutscher Platz (mit Linie 12) |
| 1981       | Weicheneinbau      | Rathaus Leutzsch, Einbau der zweigleisigen Verbindungskurve Hans-Driesch-Straße – westliche Georg-Schwarz-Straße (Ab dem 11.04.1983 wurde der neue Abzweig durch die Nachtlinie 57 regelmäßig befahren) |
| 02.09.1982 | Eröffnung          | Lützner/Plautstraße – Lützner Straße – Schönauer Ring – Grünau-Nord (mit Linie 15) |
| 31.10.1983 | Eröffnung          | Lützner Straße/Schönauer Ring – Lützner/Plovdiver Straße (provisorisches Gleisdreieck) (mit Linien 12, 33)                                                                                              |
| 31.08.1984 | Neutrassierung     | eigener Bahnkörper Lenin-/Schönbachstraße (Prager/Schönbachstraße) – Sandgrube |
| 30.09.1984 | Eröffnung          | Lützner/Plovdiver Straße – Miltitz (mit Linien 12, 33) |
| 30.11.1985 | Eröffnung          | Grünau-Süd – Lausen (mit Linie 8) |
| 23.08.1986 | Neutrassierung     | eigener Bahnkörper Antonien-/Könneritzstraße – Antonienstraße/Erich-Zeigner-Allee |
| 21.05.1987 | zu Betriebsstrecke | Lützner/Plautstraße – Wendeschleife Plaut-/Demmeringstraße (ex Linie 25) |
| 24.12.1987 | Eröffnung          | Paunsdorf, Depot – Am Vorwerk (provisorische Stumpfendstelle) (mit Pendellinie 6P) |
| 18.01.1988 | Neutrassierung     | vom Bayrischen Platz zum Gleisdreieck, Weicheneinbau der zweigleisigen Verbindungskurve Arthur-Hoffmann-Straße – Philipp-Rosenthal-Straße                                                               |
| 25.11.1988 | Eröffnung          | Am Vorwerk – Ahornstraße (provisorische Stumpfendstelle) (mit Linie 6P) |
| 10.03.1989 | Eröffnung          | Wendeschleife Böhlitz-Ehrenberg (mit Aufgabe des vorher genutzten Gleisdreiecks in der Leipziger und Burghausener Straße)                                                                               |
| 17.11.1989 | Eröffnung          | Ahornstraße – Paunsdorf-Nord (mit Linie 6) |
| 10.12.1989 | Neutrassierung     | Gleisdreieck Roßplatz |

#### Die LVB im wiedervereinigten Deutschland (ab 1990)
Wichtigste Aufgabe der neuen Aktiengesellschaft, die am 16. März 1993 in eine GmbH umgewandelt wurde, lag in der Erneuerung des Wagenparks und des Schienennetzes. Nach anfänglich weitreichenden Ausbauplänen sank infolge der einsetzenden Massenmotorisierung einhergehend mit drastischen Fahrgastrückgängen der Stellenwert der Straßenbahn in der städtischen Verkehrspolitik rasch ab. Damit verbunden waren im Zeitraum von 1997 bis 2015 zahlreiche Stilllegungen von Straßenbahnstrecken bzw. die Einstellung des Linienverkehrs in einem deutschlandweit für diese Zeit beispiellosen Umfang von zusammengenommen etwa 15 km Streckenlänge, dem nur wenige Neubaustrecken gegenüberstanden. Neu gebaut wurde die Verbindung zwischen der Philipp-Rosenthal-Straße und der Arno-Nitzsche-Straße durch die spätere Zwickauer Straße (im Mittelabschnitt vorher Dr.-Margarethe-Blank-Straße) einschließlich einer neuen Brücke über die Eisenbahnstrecken Leipzig Hbf–Connewitz und Engelsdorf–Connewitz an Stelle der 1982 abgebrochenen Holzbehelfsbrücke. Weil dort noch 1982 eine Betonfußgängerbrücke gebaut worden war, die erst beseitigt werden musste, dauerte der Neubau von 1997 bis zum Mai 2001. Die Strecke wurde auf der ganzen Länge mit Ausnahme der Wegübergänge mit tiefliegenden Rasengleisen ausgerüstet. In vergleichbarer Bauart entstand die Neubaustrecke von Wiederitzsch zum neuen Messegelände. Mit dem Argument, dass die Fahrleitungsanlagen die Wirkung der Architektur beeinträchtigen würden, endet die Straßenbahnstrecke jedoch dreihundert Meter vor dem Haupteingang.
Am 27. Mai 2001 wurde das Liniennetz neugeordnet und auf ein Radialnetz umgestellt. Die Strecken in der Hermann-Liebmann- und Richard-Lehmann-Straße im Zug der auf Busbetrieb umgestellten ehemaligen Linie 22 sollten eigentlich bis zur Einstellung des S-Bahn-Betriebes zwischen Hauptbahnhof und Stötteritz im Zug des Baues des City-Tunnels betriebsfähig erhalten werden, um die Möglichkeit zu erhalten, die Osttangente als Ausgleich wieder mit Straßenbahnzügen bedienen zu können. Fahrleitung und Anschlussweichen wurden jedoch nach relativ kurzer Zeit entfernt. Dem seit 1990 durchgeführten stadtbahngemäßen Ausbau wichtiger Streckenabschnitte mit behindertengerechten Haltestellenausbau und teilweise unabhängigen Gleiskörpern steht ein zunehmender Verfall der Infrastruktur gegenüber, sodass das Streckennetz heute durch eine Vielzahl von zustandsbedingten Langsamfahrstrecken geprägt ist.
Die bislang letzte Betriebseinstellung betraf die Strecke vom Connewitzer Kreuz nach Markkleeberg-West Ende November 2015, offiziell als Folge der Taktverdichtung bei der S-Bahn. Damit verschwand die letzte der einst zahlreichen Kreuzungen zwischen Straßen- und Eisenbahn in Leipzig und zugleich die Einzige, an der sich zwei mit unterschiedlichen Stromsystemen elektrifizierte Strecken kreuzten.
| Datum         | Art der Änderung    | Strecke |
| ------------- | ------------------- | --- |
| 18.12.1990    | Neutrassierung      | Die Wendeschleife Dölitz führt jetzt nicht mehr durch die Betriebshofshalle                                                                                           |
| 27.05.1992    | Neutrassierung      | Kreuzung Waldplatz |
| 02.12.1992    | Neutrassierung      | Kreuzung Georgiring/Wintergartenstraße |
| 21.01.1993    | Stilllegung         | Wendeschleife Connewitz, Hildebrandstraße (offiziell erst zum 22. März 1993)                                                                                          |
| 26.07.1993    | Neutrassierung      | Schleife Gohlis-Nord, Virchowstraße |
| 18.10.1993    | Neutrassierung      | eigener Bahnkörper (bzw. Trennung der Fahrstraßen für Bahn und Autos) Goerdelerring – Neues Rathaus                                                                   |
| 26.01.1994    | Neutrassierung      | Johannisplatz – Prager/Riebeckstraße |
| 09.05.1994    | Stilllegung         | Wendeschleife Wodanstraße/Fregestift |
| 29.05.1994    | Eröffnung           | Paunsdorf-Nord – Sommerfeld (mit Linie 6) |
| 06.06.1994    | Neutrassierung      | Gleisdreieck Eutritzscher/Michaelisstraße |
| 20.02.1995    | Stilllegung         | Nordplatz – Roscherstraße – Eutritzscher/Roscherstraße (war Betriebsstrecke)                                                                                          |
| 28.05.1995    | Neutrassierung      | eigener Bahnkörper Erich-Weinert-Platz (Wilhelm-Liebknecht-Platz) – Chausseehaus                                                                                      |
| 29.05.1995    | Eröffnung           | Portitzer Allee – Paunsdorf-Nord (mit Linie 3) |
| 02.12.1995    | Neutrassierung      | eigener Bahnkörper Chausseehaus – Eutritzsch, Markt |
| Ende 1995     | Neutrassierung      | eigener Bahnkörper Eutritzsch, Markt – Krankenhaus St. Georg |
| 16.03.1996    | Neutrassierung      | eigener Bahnkörper Krankenhaus St. Georg – Dachauer Straße |
| 12.04.1996    | Eröffnung           | Wiederitzsch – Neue Messe (Messegelände) (mit Linien 16 und 21) |
| 29.08.1997    | Stilllegung         | Breite Straße – Anger-Crottendorf (ex Linie 2) |
|               | zu Betriebsstrecke  | Friedrich-List-Platz – Kohlgartenstraße – Reudnitz, Koehlerstraße (ex Linie 2)                                                                                        |
| 06.05.1998    | Stilllegung         | Strbf. Reudnitz – Täubchenweg/Breite Straße (war Betriebsstrecke) |
| 01.08.1999    | Eröffnung           | Deutsche Bücherei – Semmelweisstraße – Zwickauer Straße – Zwickauer/Arno-Nitzsche-Straße (vorerst nur als Betriebsstrecke)                                            |
| 09.10.1999    | Stilllegung         | Neues Rathaus – Harkortstraße – August-Bebel-Straße – Kurt-Eisner-Straße – Kurt-Eisner-/Karl-Liebknecht-Straße (ex Linie 24)                                          |
| 2000          | Weicheneinbau       | Georg-Schumann-/Lindenthaler Straße – Abzweigungen: Georg-Schumann-Straße – Viertelsweg / Georg-Schumann-Straße – Menckestraße (als Ersatz für Wiederitzscher Straße) |
| 01.08.2000    | Stilllegung         | Georg-Schumann-/Wiederitzscher Straße – Wiederitzscher Straße – Möckernsche Straße – Stock-/Möckernsche Straße (war Betriebsstrecke)                                  |
| 20.08.2000    | Aufn. Linienverkehr | Deutsche Bücherei – Semmelweisstraße – Zwickauer Straße – Zwickauer/Arno-Nitzsche-Straße (mit Linie 2)                                                                |
| 20.12.2000    | Neutrassierung      | Berliner Brücke – Mockauer/Volbedingstraße |
| 27.05.2001    | Stilllegung         | Arthur-Hoffmann-/Richard-Lehmann-Straße – Arthur-Hoffmann-/Arno-Nitzsche-Straße (ex Linien 5, 16)                                                                     |
|               | zu Betriebsstrecke  | Hermann-Liebmann-/Eisenbahnstraße – Wurzner/Hermann-Liebmann-Straße (ex Linie 22)                                                                                     |
|               | zu Betriebsstrecke  | Prager/Naunhofer Straße – Richard-Lehmann-/Arthur-Hoffmann-Straße (ex Linie 22)                                                                                       |
|               | zu Betriebsstrecke  | Rathaus Leutzsch – Bf. Leutzsch (ex Linie 27) |
| 03.02.2003    | Eröffnung           | Gleisdreieck Stannebeinplatz (zunächst wegen Bauarbeiten an der Hermann-Liebmann-Brücke über die Dresdner Bahn, das Gleisdreieck bleibt jedoch bestehen)              |
|               | Stilllegung         | Hermann-Liebmann-/Eisenbahnstraße – Wurzner/Hermann-Liebmann-Straße (war Betriebsstrecke)                                                                             |
| 24.08.2003    | zu Betriebsstrecke  | Schönauer Ring – Grünau-Nord (Einstellung Linie 13) |
| 27.06.2004    | Neutrassierung      | Friedrich-List-Platz – Eisenbahnstraße – Hermann-Liebmann-Straße – Stannebeinplatz                                                                                    |
| 01.12.2004    | Neutrassierung      | Eisenbahn-/Hermann-Liebmann-Straße – Torgauer Platz |
| 11.04.2005    | Stilllegung         | Prager/Naunhofer Straße – Richard-Lehmann-/Zwickauer Straße (war Betriebsstrecke)                                                                                     |
|               | Stilllegung         | Wendeschleife Südfriedhof/An der Tabaksmühle (Ausbau der Gleise im Friedhofsweg)                                                                                      |
| 16.07.2005    | Neutrassierung      | Haltestellenanlage Johannisplatz/Prager Straße |
| 29.08.2005    | Neutrassierung      | Haltestellenanlage Johannisplatz/Dresdner Straße |
| 17.10.2005    | Eröffnung           | Wendeschleife Rabensteinplatz (für Linie 12) |
| 23.12.2005    | Neutrassierung      | Knoten Hauptbahnhof/Goethestraße |
| 01.01.2006    | zu Betriebsstrecke  | Portitzer Allee – Paunsdorf-Nord (Einstellung Linie 18) |
| 20.02.2006    | Neutrassierung      | Goerdelerring – Waldplatz – Sportforum (mit Untertunnelung der Kreuzung Jahnallee/Marschnerstraße im Vorfeld der Fußball-Weltmeisterschaft 2006)                      |
| 02.04.2006    | Aufn. Linienverkehr | Portitzer Allee – Paunsdorf-Nord (mit Linie 3 bzw. 3E) |
| 14.12.2008    | zu Betriebsstrecke  | Apelstraße – Wittenberger Straße – Eutritzscher Zentrum (Verkürzung Linie 14)                                                                                         |
| 2010          | Stilllegung         | Wendeschleife Probstheida (Umbau Prager Straße) |
| 10.10.2010    | Aufn. Linienverkehr | Schönauer Ring – Grünau-Nord (Verkürzung Linie 8) |
| 03.09.2012    | Neutrassierung      | Kreuzung Lützner/Plautstraße (Einbau Gleisdreieck) |
| 10.06.2013    | Stilllegung         | Wendeschleife Möckern, Huygensstraße |
| 28.11.2015    | Stilllegung         | Connewitz, Kreuz – Koburger Straße – Markkleeberg-West (Verkürzung Linie 9)                                                                                           |
| Frühjahr 2017 | Stilllegung         | Gleisdreieck Connewitzer Kreuz, Weichenausbau in der Bornaischen Straße, das Gleisdreieck war ein Überbleibsel der 2015 stillgelegten Strecke nach Markkleeberg West  |
| 2017          | Weichenausbau       | Rathaus Leutzsch, Ausbau der zweigleisigen Verbindungskurve Hans-Driesch-Straße – westliche Georg-Schwarz-Straße                                                      |
| 16.05.2022    | Weichenausbau       | Wilhelm-Liebknecht-Platz, Ausbau der zweigleisigen Verbindungskurve E.-Weinert-Straße – Michaelisstraße                                                               |
| 03.06.2024    | Stilllegung         | Wendeschleife Kleinzschocher, Kötzschauer Straße (Umbau Dieskaustraße)                                                                                                |
| 25.11.2024    | Eröffnung           | Wendeschleife Hänichen, gleichzeitig Aufnahme des dortigen Linienverkehr durch Linie 11E [Verlängerung von Wahren]                                                    |
| 04.01.2025    | Stilllegung         | Gleisdreieck Lützschena, wurde durch Wendeschleife Hänichen ersetzt.                                                                                                  |

## Liniennetz
Das Liniennetz war häufigen Änderungen unterworfen. Hier werden drei Situationen dargestellt: 1914 (noch mit drei Betriebsgesellschaften), 1939 und 2001. Das gegenwärtige Liniennetz kann im Artikel Straßenbahn Leipzig eingesehen werden.

### Liniennetz vor dem Ersten Weltkrieg
Am 1. August 1914, unmittelbar am Beginn des Ersten Weltkrieges betrieben die drei Leipziger Straßenbahngesellschaften Leipziger Elektrische Straßenbahn (LESt), Große Leipziger Straßenbahn (GLSt) und Leipziger Außenbahn AG (LAAG) folgende Linien:
| Linie | Markierung                                | Verlauf |
| ----- | ----------------------------------------- | --- |
| 1     | weiße Scheibe, schwarze Zahl              | Mockau, Kirche – Berliner Brücke – Hallisches Tor – Neumarkt – Königsplatz – Brüderstraße – Bayrischer Bahnhof – Elisenstraße – Connewitz, Zwenkauer Straße (Beiwagen fuhren nur Mockau – Königsplatz/Brüderstraße)                                                                                           |
| 2     | blaue Scheibe, weißer Rand, weiße Zahl    | Schönefeld, Löbauer Straße – Berliner Brücke – Hallisches Tor – Neumarkt – Königsplatz – Brüderstraße – Bayrischer Bahnhof – Johannisallee – Ostplatz – Stötteritzer Straße (>)/Oststraße (<) – Bf. Stötteritz – Schönbachstraße – Völkerschlachtdenkmal/Südfriedhof                                          |
| 3     | gelbe Scheibe, weißer Rand, schwarze Zahl | Eutritzsch, Dübener Landstraße – Eutritzscher Markt – Wittenberger Straße – Hallisches Tor – Neumarkt – Königsplatz – Wächterstraße – Beethovenstraße – Plagwitzer Brücke – Schleußig – Adler – Kleinzschocher – Großzschocher, Kirche (Beiwagen fuhren nur Plauensche/Richard-Wagner-Straße – Großzschocher) |
| 4     | weiße Scheibe, schwarze Zahl              | Möckern, Kirschbergstraße – Eisenacher Straße – Rosental – Waldplatz – Thomaskirche – Markt – Augustusplatz/Nordseite – Querstraße – Marienplatz – Kirchplatz – Sellerhausen – Paunsdorf, Gasthof |
| 5     | blaue Scheibe, weißer Rand, weiße Zahl    | Schönefeld, Löbauer Straße – Stannebeinplatz – Kirchplatz – Marienplatz – Querstraße – Johannisplatz – Bayrischer Bahnhof – Albertstraße – Beethovenstraße – Plagwitzer Brücke – Schleußig – Adler – Kleinzschocher, Straßenbahnhof                                                                           |
| 6     | grüne Scheibe, weißer Rand, weiße Zahl    | Gohlis, Landsberger Straße – Lindenthaler Straße – Rosental – Waldplatz – Thomaskirche – Markt – Augustusplatz/Nordseite – Querstraße – Johannisplatz – Eilenburger Bahnhof – Riebeckstraße – Bf. Stötteritz – Stötteritz, Kolmstraße                                                                         |
| 7     | gelbe Scheibe, weißer Rand, schwarze Zahl | Stötteritz, Papiermühlstraße – Bf. Stötteritz – Riebeckstraße – Eilenburger Bahnhof – Johannisplatz – Bayrischer Bahnhof – Elisenstraße – Connewitz, Waisenhaus-/Südstraße |
| 8     | blaue Scheibe, weißer Rand, weiße Zahl    | Schönefeld, Dimpfelstraße – Kirchplatz – Marienplatz – Querstraße – Hahnekamm – Hauptbahnhof – Hallisches Tor – Neumarkt – Königsplatz – Wächterstraße – Beethovenstraße – Plagwitzer Brücke – Schleußig, Könneritz-/Oeserstraße                                                                              |
| 9     |                                           | Wald-/Feuerbachstraße – Waldplatz – Thomaskirche – Markt – Hallisches Tor – Hauptbahnhof – Hahnekamm – Querstraße – Johannisplatz – Eilenburger Bahnhof – Riebeck-/Reitzenhainer Straße |
| 10    |                                           | Hauptbahnhof/Westseite – Hallisches Tor – Neumarkt – Königsplatz – Brüderstraße – Bayrischer Bahnhof – Windmühlenweg – Reitzenhainer Straße – Naunhofer Straße |

Die Markierung der Linien erfolgte vor 1902 nur durch rechteckige farbige Tafeln, die zum Teil andersfarbige Diagonalstriche enthielten.
| Linie | Verlauf |
| ----- | --- |
| A     | Gohlis, Möckernsche Straße/Straßenbahnhof – Menckestraße – Zoo – Hauptbahnhof – Goethestraße – Königsplatz – Dufourstraße – Windscheidstraße |
| B     | Bahnhof Leutzsch – Lindenauer Markt – Waldplatz – Weststraße – Königsplatz – Roßplatz – Windmühlenstraße – Bayerischer Bahnhof |
| C     | Gohlis, Wiederitzscher Straße – Menckestraße – Zoo – Thomaskirche – Dufourstraße – Kronprinzstraße – Südstraße – Kreuz – Connewitz, Wiedebachstraße |
| D     | Gohlis-Nord, Gottschallstraße – Zoo – Thomaskirche – Dufourstraße – Kronprinzstraße – Südstraße – Kreuz – Bf. Connewitz – Dölitz, Leinestraße |
| E     | Eutritzsch, Gräfestraße – Eutritzscher Markt – Chausseehaus – Hauptbahnhof – Georgiring – Roßplatz – Bayerischer Bahnhof – Bayrische Straße – Schlachthof/Kantstraße |
| F     | Lindenau, Karl-Heine-Straße/Straßenbahnhof – Merseburger Straße (>)/GutsMuthsstraße (<) – Lindenauer Markt – Angerbrücke – Waldplatz – Brühl – Augustusplatz/Mittelfahrbahn – Johannisplatz – Ostplatz – Südfriedhof/Tabaksmühle                                                    |
| G     | Gohlis, Möckernsche Straße/Straßenbahnhof – Menckestraße – Zoo – Hauptbahnhof – Goethestraße – Roßplatz – Bayrischer Bahnhof – Kronprinzstraße – Südstraße – Bf. Connewitz – Dölitz, Leinestraße                                                                                    |
| K     | Kleinzschocher, Windorfer Straße/Kirche – Adler – Zschochersche Straße – Weißenfelser Straße – Nonnenstraße – Plagwitzer Brücke – Promenadenstraße – Brühl – Augustusplatz/Mittelfahrbahn – Johannisplatz – Dresdner Straße – Sellerhausen, Untere Torgauer Straße (Torgauer Platz) |
| L     | Bahnhof Leutzsch – Lindenauer Markt – Angerbrücke – Waldplatz – Hauptbahnhof – Wintergartenstraße – Tauchaer Tor, Ludwig-/Bussestraße |
| M     | Möckern, Straßenbahnhof – Hallische Straße – Chausseehaus – Hauptbahnhof – Goethestraße – Königsplatz – Petersteinweg – Südstraße – Kreuz – Connewitz, Eiskeller (Koburger Brücke)                                                                                                  |
| P     | Lindenau, Plautstraße – Lützner Straße – Lindenauer Markt – Angerbrücke – Waldplatz – Hauptbahnhof – Goethestraße – Augustusplatz/Mittelfahrbahn – Johannisplatz – Ostplatz – Südfriedhof – Probstheida, Straßenbahnhof                                                             |
| R     | Augustusplatz/Mittelfahrbahn – Johannisplatz – Dresdner Straße – Anger-Crottendorf, Herbartstraße |
| R     | (Gestrichene Linie mit rotem Schrägstrich) Gohlis-Nord, Gottschallstraße – Michaelisstraße – Hauptbahnhof – Goethestraße – Augustusplatz/Mittelfahrbahn – Johannisplatz – Dresdner Straße – Anger-Crottendorf, Herbartstraße                                                        |
| S     | Plagwitz, Staatsbahnhöfe – Felsenkeller – Plagwitzer Brücke – Weststraße – Königsplatz – Georgiring – Wintergartenstraße – Eisenbahnstraße – Sellerhausen, Portitzer Straße |
| V     | Kleinzschocher, Windorfer Straße/Kirche – Adler – Zschochersche Straße – Felsenkeller – Angerbrücke – Waldplatz – Hauptbahnhof – Wintergartenstraße – Eisenbahnstraße – Sellerhausen, Portitzer Straße                                                                              |

Die Buchstabenbezeichnung wurde 1901 eingeführt. Die einheitliche Nummernbezeichnung des gesamten Leipziger Netzes (ohne Außenbahnen) erfolgte schrittweise von Mitte 1919 bis Anfang 1920.
| Linie              | Markierung                   | ab 1929 | Verlauf |
| ------------------ | ---------------------------- | ------- | --- |
| Schkeuditzer Linie | Kreisviertel („Zwirnsrolle“) | 29      | Hauptbahnhof/Richard-Wagner-Straße – Chausseehaus – Hallische Straße – Möckern – Wahren – Stahmeln – Lützschena – Schkeuditz       |
| Gundorfer Linie    | Dreieck („Meierkelle“)       | 26, 27  | Hauptbahnhof/Richard-Wagner-Straße – Waldplatz – Angerbrücke – Lindenauer Markt – Leutzsch – Böhlitz – Gundorf (Böhlitz-Ehrenberg) |
| Gautzscher Linie   | Stern („Sternbahn“)          | 28      | Roßplatz – Königsplatz – Petersteinweg – Südstraße – Kreuz – Koburger Brücke – Oetzsch – Gautzsch, Gasthof (Markkleeberg-West)     |

### Liniennetz vor dem Zweiten Weltkrieg
Vor Beginn des Zweiten Weltkrieges bestanden nach dem letzten Vorkriegsfahrplan 1939 folgende Linien:
| Linie | Verlauf | Haltestellen | Fahrzeit (Min.) | Zugfolge im Berufsverkehr (Min.) |
| ----- | --- | ------------ | --------------- | -------------------------------- |
| 01    | Thekla – Mockau – Berliner Brücke – Hauptbahnhof – Königsplatz – Floßplatz – Connewitz, Brandstraße | 30           | 36              | 7,5                              |
| 02    | Plagwitz/Reichsbhf. – Königsplatz – Hauptbahnhof/Wintergartenstraße – Eisenbahnstraße – Sellerhausen, Portitzer Straße | 29           | 33              | 5                                |
| 03    | Großzschocher, Weicheltstraße/Reichsbhf. – Angerbrücke – Brühl – Reudnitz – Sellerhausen – Paunsdorf, Straßenbahnhof/Böttgerstraße | 43           | 50              | 10                               |
| 04    | Knautkleeberg, Reichsbhf. – Großzschocher – Angerbrücke – Brühl – Reudnitz – Sellerhausen – Paunsdorf – Engelsdorf, Gasthof | 53           | 66              | 15                               |
| 05    | Kleinzschocher, Kötzschauer Straße – Schleußig – Universitätsbibliothek – Bayrischer Bahnhof – Eilenburger Bahnhof – Anger-Crottendorf | 33           | 34              | 10                               |
| 06    | Gohlis, Kasernen – Waldplatz – Markt – Reudnitz – Stötteritz, Holzhäuser Straße | 41           | 45              | 5                                |
| 08    | Hermann-Meyer-Straße – Schleußig – Hauptbahnhof – Prager Straße – Völkerschlachtdenkmal (– Probstheida, Straßenbahnhof/Nieritzstraße [nur im Berufsverkehr])                                                                                         | 32 (36)      | 42 (46)         | 10 (10)                          |
| 09    | Gohlis, Planitzstraße – Menckestraße – Zoo – Hauptbahnhof – Reudnitz – Stötteritz, Arnoldstraße | 30           | 35              | 7,5                              |
| 10    | Möckern, Straßenbahnhof – Chausseehaus – Hauptbahnhof – Königsplatz – Kreuz – Connewitz, Pegauer Straße | 29/30        | 34/35           | 10                               |
| 11    | Wahren, Rathaus – Chausseehaus – Hauptbahnhof – Königsplatz – Kreuz – Connewitz, Klemmstraße/Reichsbhf. | 32/33        | 39              | 5                                |
| 14    | (Wiederitzsch – [nur jede zweite Fahrt]) – Eutritzsch, Krankenhaus – Chausseehaus – Hauptbahnhof – Bayrischer Bahnhof – Kaiserin-Augusta-Straße – An der Märchenwiese                                                                                | 30 (34)      | 36 (40)         | 5 (10)                           |
| 15    | Lindenau, Brockdorff-Rantzau-Straße – Angerbrücke – Brühl – Prager Straße – Probstheida – Meusdorf | 34           | 43              | 20                               |
| 15    | Lindenau, Brockdorff-Rantzau-Straße – Angerbrücke – Brühl – Johannisplatz („Zwischenlinie“ im Berufsverkehr, mit roter Liniennummer) | 18           | 24              | 10                               |
| 17    | Leutzsch, Straßenbahnhof – Angerbrücke – Hauptbahnhof – Stannebeinplatz – Schönefeld, Volbedingstraße | 33           | 39              | 6                                |
| 18    | Leutzsch, Philipp-Reis-Straße – Angerbrücke – Königsplatz – Bayrischer Bahnhof – Deutsche Bücherei – Südfriedhof | 31           | 40              | 10                               |
| 19    | Lindenau, Uhlandstraße – Angerbrücke – Königsplatz – Bayrischer Bahnhof/Carolinenstraße (– Karl-Siegismund-Straße/Frauenklinik (nur Mi und So nachmittags))                                                                                          | 18 (22)      | 23 (29)         | 10                               |
| 20    | Gohlis-Nord, Gottschallstraße – Michaelisstraße – Hauptbahnhof – Eilenburger Bahnhof – Anger-Crottendorf | 21           | 26              | 7,5                              |
| 21    | Eutritzscher Markt – Apelstraße – Hauptbahnhof/Westturm – Königsplatz – Bayrischer Bahnhof – Großmarkthalle (/ Karl-Siegismund-Straße/Frauenklinik - nur Mi und So nachmittags) (zwischen Bayrischer Bahnhof und Großmarkthalle nur im Tagesverkehr) | 27 (25)      | 31 (31)         | 7,5                              |
| 22    | Möckern, Krosigkstraße – Waldplatz – Floßplatz – Kaiserin-Augusta-Straße – Südfriedhof – Reudnitz – Stannebeinplatz – Schönefeld, Volbedingstraße | 49           | 57              | 7,5                              |
| 23    | Hauptbahnhof – Thomaskirche (→) – Königsplatz (→) – Eisenbahnstraße – Taucha | 31/22        | 42/27           | 20                               |
| 24    | Gohlis-Nord, Gottschallstraße – Zoo – Floßplatz – Kreuz – Dölitz (– Markkleeberg-Ost/Göringstraße [nur jede zweite Fahrt]) | 34 (37)      | 37 (40)         | 7,5 (15)                         |
| 25    | Lindenau, Brockdorff-Rantzau-Straße – Angerbrücke – Brühl – Prager Straße – Probstheida – Meusdorf – Liebertwolkwitz | 39           | 50              | 20                               |
| 27    | Böhlitz-Ehrenberg, Burghausener Straße – Leutzsch – Angerbrücke – Thomaskirche (←) – Königsplatz (←) – Hauptbahnhof (LAAG-Linie) | 27/34        | 30/39           | 15                               |
| 28    | Schkeuditz – Wahren – Chausseehaus – Hauptbahnhof – Königsplatz – Kreuz – Markkleeberg-West, Koburger Straße (LAAG-Linie) | 56/57        | 70              | 15                               |

### Liniennetz 1965
Ein Liniennetzplan aus 1965 sah folgende Linien vor:
| Linie | Verlauf |
| ----- | --- |
| 01    | Thekla – Mockau – Berliner Brücke – Hauptbahnhof – Hermann-Meyer-Straße |
| 02    | Plagwitz – Königsplatz – Hauptbahnhof/Wintergartenstraße – Eisenbahnstraße – Sellerhausen – Engelsdorf                                                                             |
| 03    | (Großzschocher, Weicheltstraße / Berufsverkehr) – Kleinzschocher, Kötzschauer Straße – Angerbrücke – Brühl – Reudnitz – Sellerhausen – Paunsdorf, Straßenbahnhof                   |
| 04    | Knautkleeberg – Großzschocher – Angerbrücke – Brühl – Reudnitz – Stötteritz, Holzhäuser Straße                                                                                     |
| 05    | Großzschocher – Kleinzschocher – Schleußig – Universitätsbibliothek – Bayrischer Bahnhof – Connewitz, Klemmstraße                                                                  |
| 06    | Gohlis, Landsberger Straße – Waldplatz – Markt – Sellerhausen – Paunsdorf |
| 07    | Gohlis, Landsberger Straße – Hauptbahnhof – Reudnitz – Stötteritz, Holzhäuser Straße                                                                                               |
| 08    | Kleinzschocher, Kötzschauer Straße – Schleußig – Hauptbahnhof – Mockau, Post |
| 09    | Gohlis Nord – Menckestraße – Zoo – Schleußig – Hermann-Meyer-Straße |
| 10    | Hauptbahnhof – Königsplatz – Kreuz – Connewitz, Klemmstraße |
| 11    | Wahren, Rathaus – Chausseehaus – Hauptbahnhof – Königsplatz – Kreuz – Connewitz, Klemmstraße/Reichsbhf. – Markkleeberg-Ost                                                         |
| 12    | Wahren, Rathaus – Chausseehaus – Hauptbahnhof – Knautkleeberg |
| 13    | Leutzsch, Straßenbahnhof – Lindenau – Hauptbahnhof – Heiterblick – Taucha |
| 14    | Eutritzsch, Krankenhaus – Chausseehaus – Hauptbahnhof – Stötteritz, Arnoldstraße                                                                                                   |
| 15    | Lindenau – Angerbrücke – Brühl – Prager Straße – Probstheida – Meusdorf – Liebertwolkwitz                                                                                          |
| 16    | Wiederitzsch – Eutritzsch – Hauptbahnhof – Wiedebachplatz |
| 17    | Böhlitz-Ehrenberg – Leutzsch – Angerbrücke – Hauptbahnhof – Stannebeinplatz – Schönefeld, Volbedingstraße                                                                          |
| 18    | Leutzsch, Philipp-Reis-Straße – Angerbrücke – Königsplatz – Bayrischer Bahnhof – Deutsche Bücherei – Südfriedhof – Probstheida, Straßenbahnhof – (Liebertwolkwitz / Berufsverkehr) |
| 19    | Lindenau – Angerbrücke – Hauptbahnhof – Eisenbahnstraße – Schönefeld, Volbedingstraße                                                                                              |
| 20    | Gohlis-Nord, Gottschallstraße – Michaelisstraße – Hauptbahnhof – Probstheida, Straßenbahnhof                                                                                       |
| 21    | Eutritzscher Markt – Apelstraße – Hauptbahnhof/Westturm – Königsplatz – Bayrischer Bahnhof – Großmarkthalle (/ Karl-Siegismund-Straße/Frauenklinik)                                |
| 22    | Thekla – Mockau – Hauptbahnhof – Connewitz – Dölitz, Straßenbahnhof |
| 23    | Taucha – Heiterblick – Hauptbahnhof – Plagwitz |
| 24    | Gohlis-Nord – Zoo – Floßplatz – Kreuz – Dölitz |
| 25    | Böhlitz-Ehrenberg – Leutzsch – Hauptbahnhof – Probstheida, Straßenbahnhof |
| 26    | (Wiederitzsch) – Eutritzsch, Krankenhaus – Wiedebachplatz |
| 27    | Leutzsch, Straßenbahnhof – Angerbrücke – Hauptbahnhof – Schönefeld, Volbedingstraße                                                                                                |
| 28    | Wahren – Chausseehaus – Hauptbahnhof – Königsplatz – Kreuz – Markkleeberg-West |
| 29    | Schkeuditz – Lützschena – Wahren – Möckern – Hauptbahnhof – Anger-Crottendorf |
| 30    | Lindenau – Anger-Crottendorf |

### Das Liniennetz nach 1990
Bis zur vollständigen Umgestaltung des Liniennetzes am 26. Mai 2001 verkehrten folgende Linien (Stand 20. August 2000):
| Linie | Verlauf |
| ----- | --- |
| 01    | Bitterfelder Straße – Hauptbahnhof/Westseite – Schleußig – Lausen (wegen Bauarbeiten an der Berliner Brücke bis 20. Dezember 2000 nicht nach Thekla)                             |
| 02    | Plagwitz – Hauptbahnhof – Bayrischer Platz – Deutsche Bücherei – Lößnig (nur Mo–Fr im Tagesverkehr)                                                                              |
| 03    | (Knautkleeberg – ) Großzschocher – Angerbrücke – Hauptbahnhof – Torgauer Platz – Portitzer Allee – Sommerfeld (nur Mo–Sa im Tagesverkehr)                                        |
| 04    | Knautkleeberg – Großzschocher – Angerbrücke – Hauptbahnhof – Reudnitz – Stötteritz                                                                                               |
| 05    | Miltitz – Angerbrücke – Leuschnerplatz – Bayrischer Platz – Wiedebachplatz – Lößnig (nur im Tagesverkehr)                                                                        |
| 06    | Gohlis, Landsberger Straße – Waldplatz – Hauptbahnhof – Reudnitz – (Torgauer Platz) – Paunsdorf – Sommerfeld                                                                     |
| 08    | Lausen – Schleußig – Leuschnerplatz – Hauptbahnhof/Wintergartenstraße – Torgauer Platz – Paunsdorf-Nord (– Sommerfeld) (nur im Tagesverkehr)                                     |
| 11    | Schkeuditz – Wahren – Chausseehaus – Hauptbahnhof – Leuschnerplatz – Connewitz, Kreuz – Dölitz – Markkleeberg-Ost                                                                |
| 13    | Grünau-Nord – Angerbrücke – Leuschnerplatz – Hauptbahnhof/Wintergartenstraße – Torgauer Platz – Portitzer Allee – Taucha                                                         |
| 15    | Miltitz – Angerbrücke – Hauptbahnhof – Prager Straße – Meusdorf |
| 16    | Messegelände – Eutritzsch – Chausseehaus – Hauptbahnhof – Bayrischer Platz – Wiedebachplatz – Lößnig                                                                             |
| 17    | Böhlitz-Ehrenberg – Angerbrücke – Hauptbahnhof – Schönefeld – Mockau – Thekla |
| 20    | Gohlis-Nord – Zoo – Hauptbahnhof – Reudnitz – Stötteritz |
| 21    | (Messegelände – ) Eutritzsch, Krankenhaus – Bitterfelder Straße – Hauptbahnhof/Westseite – Leuschnerplatz – Bayrischer Platz – Deutsche Bücherei – Naunhofer Straße (– Meusdorf) |
| 22    | Thekla – Mockau – Schönefeld – Reudnitz – Prager Straße – Connewitz, Kreuz – Dölitz (nur Mo–Fr im Tagesverkehr)                                                                  |
| 24    | Gohlis-Nord – Zoo – Hauptbahnhof – Leuschnerplatz (– Connewitz, Kreuz – Connewitz, Klemmstraße) (nur Mo–Fr im Tagesverkehr)                                                      |
| 27    | Leutzsch, Straßenbahnhof – Angerbrücke – Hauptbahnhof – Schönefeld, Volbedingstraße (nur im Tagesverkehr)                                                                        |
| 28    | Wahren – Chausseehaus – Hauptbahnhof – Leuschnerplatz – Connewitz, Kreuz – Markkleeberg-West                                                                                     |
| 31    | Thekla – Mockau – Schönefeld – Hauptbahnhof – Schleußig – Lausen (nur im Tagesverkehr, nur während der Bauarbeiten an der Berliner Brücke bis 20. Dezember 2000)                 |

Das aktuelle Liniennetz wird detailliert im Artikel Straßenbahn Leipzig beschrieben.

## Betriebshöfe

### Strbf. Angerbrücke

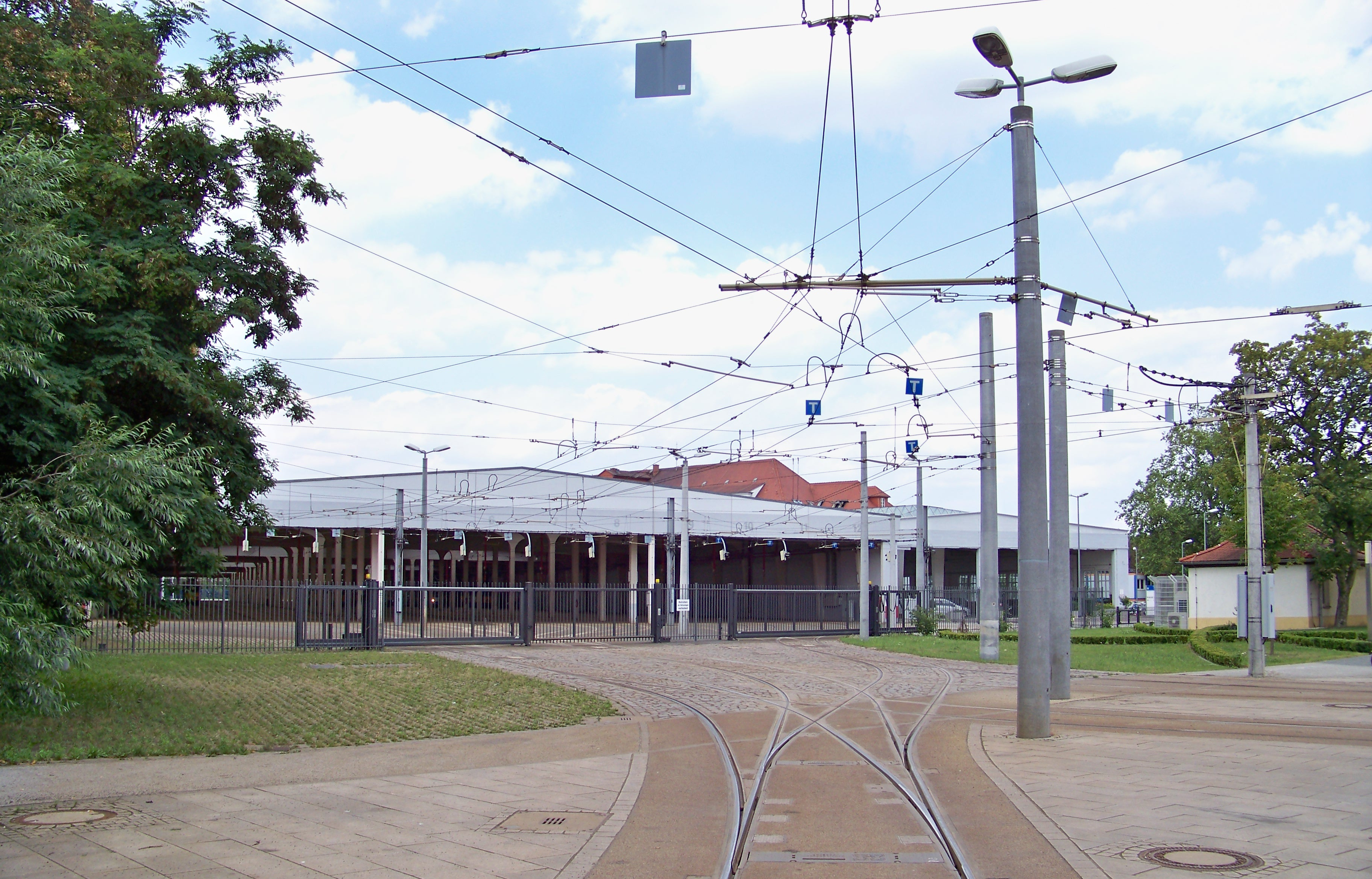
Strbf. Angerbrücke

Am 4. Dezember 1925 wurde der zentrumsnahe Straßenbahnhof Angerbrücke eröffnet. Er ersetzte unter anderem die Betriebshöfe in Kleinzschocher und Plagwitz. Von 1950 bis 1990 trug der Betriebshof Angerbrücke den Namen „Straßenbahnhof der Deutsch-Sowjetischen Freundschaft“. Am 11. Juni 2005 wurde nach jahrelangem Umbau der Betriebshof feierlich wiedereröffnet. Dabei wurde die westliche Halle zu einer Durchfahrtshalle umgebaut und eine rückseitige Hallenzufahrt geschaffen. Gleichzeitig wurde die bisherige Osthalle zu einem überdachten Abstellplatz für Dienstkraftfahrzeuge umgebaut, wobei hier sämtliche Gleisanlagen entfernt wurden. Dafür entstand an der Capastraße auf der Ostseite der Anlage eine neue Einfahrt mit einer zweigleisigen Betriebswerkstatt.

### Strbf. Connewitz I, Brand-/Simildenstraße

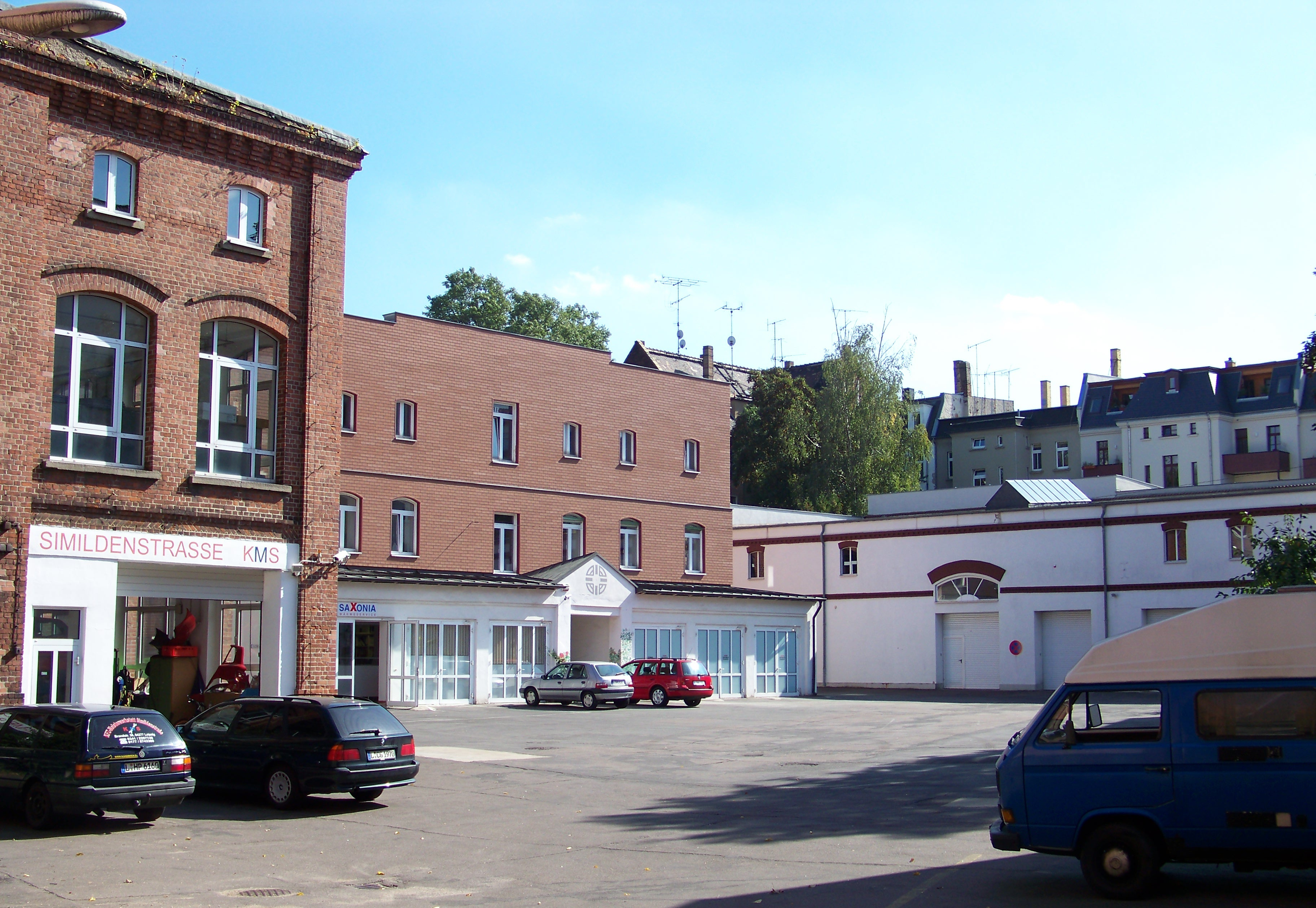
Ehem. Strbf. Connewitz I (tief)

Die LPE eröffnete 1891 zwischen der Brand- und der Simildenstraße ein neues Depot. Die Besonderheit des Betriebshofs Connewitz I war, dass er eine zweigeschossige Wagenhalle hatte. Die obere Etage wurde von der Simildenstraße aus erreicht, die untere von der Brandstraße. Das Depot wurde zusammen mit der ersten elektrischen Straßenbahn Leipzigs am 18. April 1896 elektrifiziert. Zum Jahreswechsel 1922/23 endete der Linienbetrieb, die Gleisanschlüsse zur Brandstraße wurden entfernt, 1931 auch die Anschlüsse zur Simildenstraße. Lediglich die eingleisige Betriebsstrecke, die beide Straßen verband, blieb befahrbar.
Aus kriegstechnischen Gründen wurde 1939 die Gleisverbindung von der Brandstraße zu zwei Gleisen der unteren Halle wiederhergestellt. Zuletzt waren im August 1957 wegen einer Streckenunterbrechung die Züge der Linie 24 hier stationiert. Die gesamte Anlage einschließlich der Verbindungsstrecke wurde 1963 stillgelegt. Im Gelände des Betriebshofs und auf der Simildenstraße sind noch heute Gleisreste zu besichtigen.

### Strbf. Connewitz II, Zwenkauer Straße

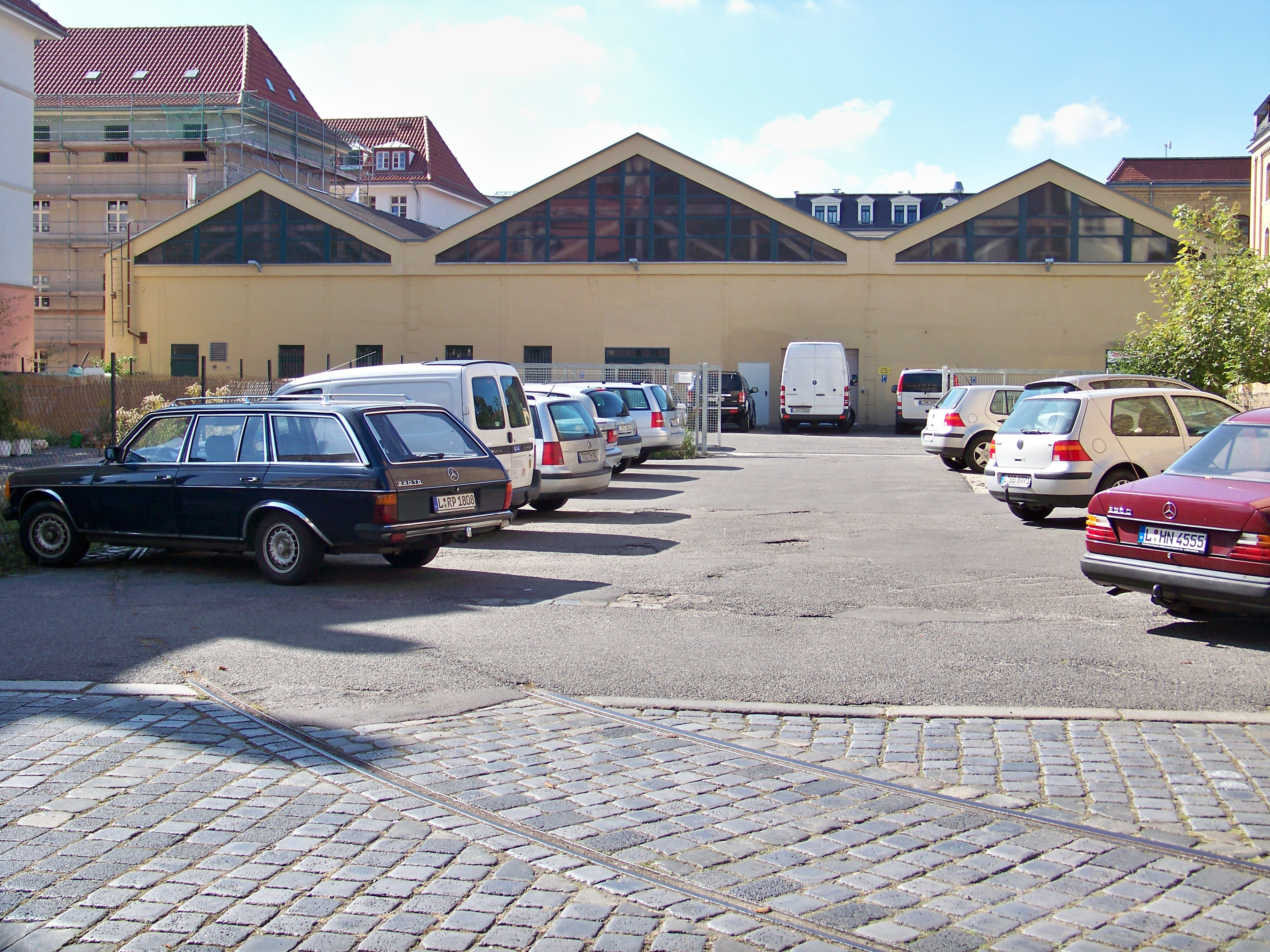
Ehem. Strbf. Connewitz II

Die LESt eröffnete ihren zweiten südlichen Betriebshof (nach Kleinzschocher) am 10. November 1912. Nach der Vereinigung mit der GLSt konnte 1929 das Depot aus dem Linienverkehr gestrichen werden, die Anlage wurde fortan zum Abstellen von Schadwagen benutzt. Wegen einer Streckensperrung wurde im August 1957 das Depot noch einmal für Züge der Linien 10, 11 und 22 genutzt. Letztmals fand die Wagenhalle 1960/61 Verwendung für einen Zug der Linie 26, bevor 1963 die gesamte Anlage stillgelegt wurde. Das letzte Überbleibsel des Betriebshofs, die Wendeschleife Hildebrandstraße, die teilweise über Depotgelände führte, wurde am 21. Januar 1993 vom Netz getrennt.

### Strbf. Dölitz

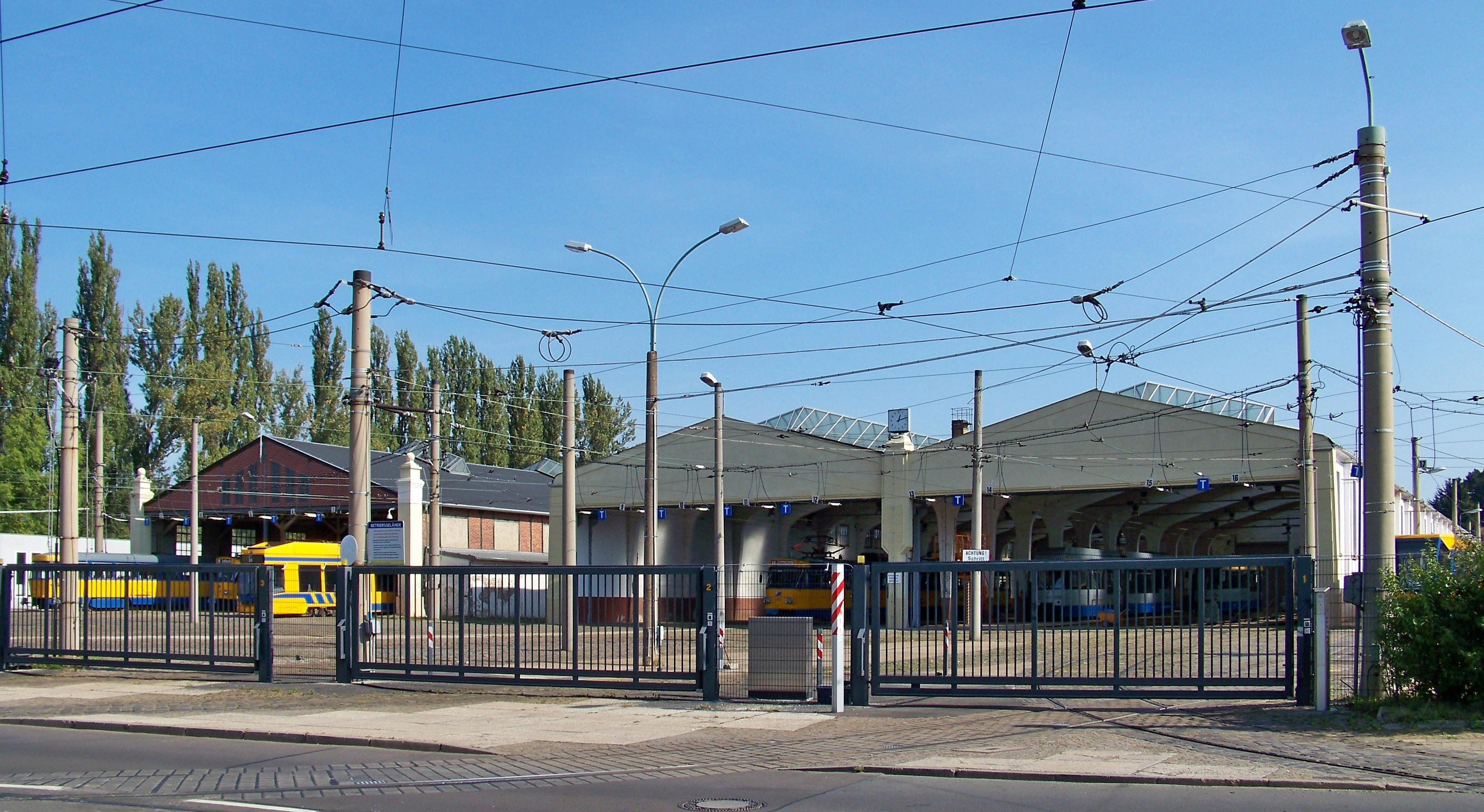
Straßenbahnhof Dölitz

Im Jahre 1900 eröffnete die GLSt einen Betriebshof in Dölitz, gegenüber dem späteren Agra-Gelände. Zwölf Jahre später wurde eine zweite Halle in Betrieb genommen, bevor am 13. Juli 1984 die Freiabstellfläche östlich der Hallen eröffnet wurde. Mit Inkrafttreten eines internen Fahrplanwechsels am 3. April 2011 wurde der Straßenbahnhof zur Abstellanlage und ist fortan dem Straßenbahnhof in Paunsdorf unterstellt. Am 30. September 2013 rückten letztmals Linienfahrzeuge aus Dölitz aus, bevor der Bahnhof aufgrund von Umbauarbeiten geschlossen wurde. Im Juli 2016 wurde der Betriebshof, welcher nunmehr neben einer zweigleisigen Betriebswerkstatt und einer Freiabstellfläche auch eine Halle zur Abstellung von Bussen verfügt, wiedereröffnet.

### Strbf. Eutritzsch
Das Depot wurde zunächst nur als Stallgebäude im Jahre 1886 für die Pferdebahn eröffnet. Erst im darauffolgenden Jahr wurde eine kleine Wagenhalle gebaut. Die Zufahrt erfolgte von der vorhandenen Strecke in der Gräfestraße, die zusammen mit dem Depot am 17. April 1897 dem elektrischen Betrieb übergeben werden konnte. Eine zweite Wagenhalle, die ebenfalls von der Gräfestraße aus erreicht werden konnte, ging 1899 in Betrieb. Am 17. November 1908 wurde diese Halle vergrößert. Nach dem Zusammenschluss von LESt und GLSt konnte man ab Dezember 1920 auch von der Delitzscher Straße den Betriebshof Eutritzsch erreichen. Dazu wurde zwischen die beiden vorhandenen eine neue Halle eingefügt. Die alte, 1887 eröffnete kleine Südhalle wurde gleichzeitig aufgegeben. Bereits 1927 wurde jedoch das Depot Eutritzsch für den Linienverkehr geschlossen, die Nordhalle wird weiter zum Abstellen von Schadwagen verwendet, die erst wenige Jahre alte Mittelhalle wurde 1935 vom Gleisnetz getrennt.
Die letzten Linienzüge der Linien 16 und 21 waren vom 4. Dezember 1943 bis 1949 in der Nordhalle stationiert. Dies war notwendig geworden, da der Betriebshof Wittenberger Straße zerbombt war. Nach 1949 bis zur endgültigen Stilllegung am 1. Juli 1950 wurden in der Nordhalle Kriegsschadwagen abgestellt.

### Strbf. Gohlis I, Möckernsche Straße
Gohlis I beherbergte ab dem 25. Juli 1883 die erste eigentliche Hauptwerkstatt der Leipziger Straßenbahn. Die Werkstatthalle konnte nur von der Betriebshofsrückseite über eine handbetriebene Schiebebühne erreicht werden. Zur Zeit der Elektrifizierung, am 18. April 1896, war Gohlis I der größte Betriebshof der GLSt. Da sich bis 1927 eine Linien-Endstelle am Betriebshof befand, baute man im Betriebshofsgelände eine Wartehalle. Bis 1899 wurde eine neue Halle gebaut sowie das Hauptstallgebäude in eine Wagenhalle umgebaut. Die alte Werkstatthalle wurde um 1920 aufgegeben, die Reparaturen fanden fortan in den Wagenhallen statt.
Die letzten Linien, die planmäßig in Gohlis I stationiert waren, waren bis zum 24. September 1963 die Linien 28E und 29E. Inzwischen war Gohlis I zu einer Außenstelle des Depots Möckern degradiert worden. Zum Jahreswechsel 1963/64 wurde die Anlage stillgelegt.

### Strbf. Gohlis II, Landsberger Straße
Der Betriebshof Gohlis-Möckern wurde am 30. Oktober 1910 durch die LESt eröffnet. Nach dem Zusammenschluss mit der GLSt benannte man ihn in Gohlis II um, stellte jedoch 1917 nach nur sieben Jahren den Betrieb ein.
Am 1. November 1925 wurde das Depot für den regulären Betrieb wiedereröffnet. Ab 1. Oktober 1950 hieß der Betriebshof Gohlis II „Jugendbahnhof Rudi Opitz“, da hier hauptsächlich jüngere Mitarbeiter arbeiteten. Seit 1954 gehörte er als Außenstelle zum Strbf. Möckern. Durch die Verringerung des Fahrzeugbedarfs nach der Wende konnte ab 25. Mai 1993 auf den Betriebshof Gohlis II verzichtet werden, die Fahrzeuge der Linie 6 wurden fortan in der Wittenberger Straße untergestellt.

### Hauptwerkstatt Heiterblick und Abstellanlage Heiterblick

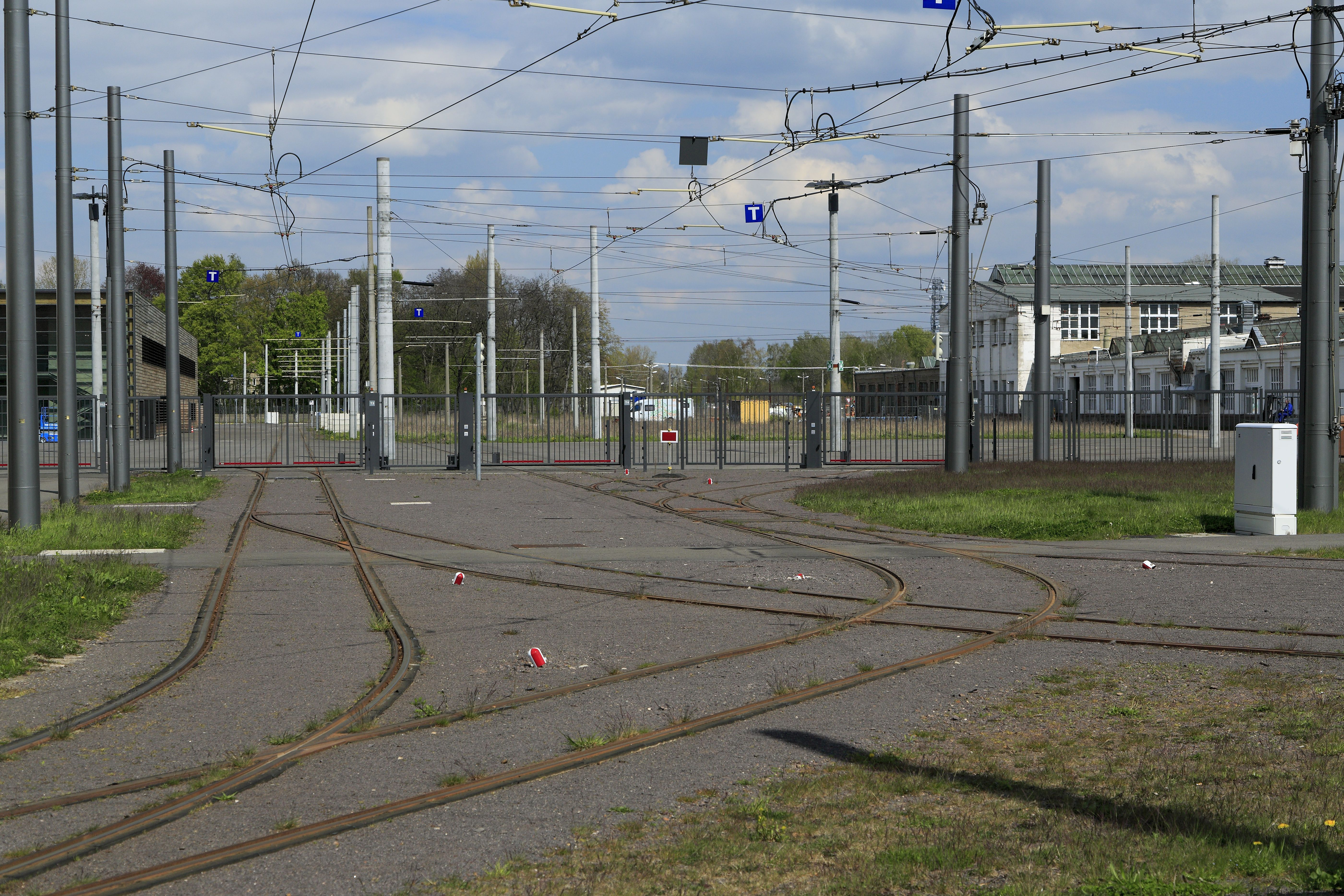
Zufahrt der Hauptwerkstatt Heiterblick in der Teslastraße

Das Gelände wurde 1915 als Flugzeugwerft der »Automobil- und Aviatik-AG« Mülhausen-Burzweiler im Elsass eröffnet und hat seitdem einen eigenen Eisenbahnhaltepunkt an der Strecke Leipzig–Eilenburg und eine im Bereich der Abzweigstelle Heiterblick abzweigende Anschlussbahn. Außerdem wurde ein Flugplatz nebst Beobachtungsturm angelegt. Durch die erheblichen Rüstungsbeschränkungen des Versailler Vertrages 1919 endete der Flugzeugbau an diesem Standort. Die Stadt Leipzig kaufte das Gelände und baute die Anlagen bis zum 1. Juni 1926 zu einer Straßenbahn-Hauptwerkstatt um. Die Anschlussbahn blieb erhalten und wurde 1942 mit der Straßenbahngleichspannung von 600 Volt elektrifiziert. Es bestanden zwei Nebenanschlüsse, bis 1945 zum nördlich benachbarten Erla Maschinenwerk, bis zur Gesamtstilllegung zum Wehrbezirkskommando Leipzig östlich der Wodanstraße. Über die Anschlussbahn erfolgte auch die Anlieferung und Abgabe von Straßenbahnfahrzeugen. Auch Wagen, die für andere Straßenbahnbetriebe aufgearbeitet wurden, erreichten die HwH über diesen Anschluss. Wegen des Einsatzes eines Kranwagens insbesondere für den Kohleumschlag lag die Fahrdrahthöhe der Anschlussbahn bei 7,40 Metern. Die Stromabnehmer der Anschlussbahnlokomotiven mussten deshalb mit Gerüsten eineinhalb Meter hochgesetzt werden. Seit 1975 wurde der Kohlenkran nur noch ortsfest genutzt, daraufhin konnte die Fahrdrahthöhe auf das Regelmaß gebracht werden. Die Stromabnehmergerüste wurden entfernt.
Die Hw Heiterblick diente von Anfang an ausschließlich der Instandsetzung und teilweise dem Neubau von Fahrzeugen. Sie wurde nicht zum Abstellen von Linienzügen verwendet.
Am 31. Dezember 1993 wurde die Anschlussbahn mit dem Nebenanschluss stillgelegt, die Weichenverbindung wurde erst im November 1995 ausgebaut.
2011 bis 2014 wurde die Hauptwerkstatt umfangreich ausgebaut und modernisiert. Unter dem Namen Technisches Zentrum Heiterblick war eine große Abstellhalle sowie eine neue Betriebs- und Hauptwerkstatt geplant, während das bisherige Werkstattgebäude für den Bereich Infrastruktur weiterhin bestehen bleiben sollte. Aufgrund von Problemen bei der Finanzierung des Großvorhabens konnte bisher nur der Neubau der Hauptwerkstatt inklusive einer kleinen Freiluftabstellfläche durchgeführt werden, sodass der Zeitpunkt der vollständigen Inbetriebnahme des Technischen Zentrums und die damit angestrebte Aufgabe der Straßenbahnhöfe Paunsdorf, Leutzsch und Wittenberger Straße fraglich sind. Im Laufe des Jahres 2016 wurde die Freiabstellfläche in Heiterblick in Betrieb genommen und wird künftig vorerst als Außenstelle des Straßenbahnhofes Paunsdorf betrieben.

### Strbf. Kleinzschocher
Um die Leerfahrten zum Ein- und Ausrücken zu verkürzen, wurden um die Jahrhundertwende durch die LESt sogenannte „Übernachtungsdepots“ gebaut, solche Depots also, die ausschließlich zum Abstellen von Fahrzeugen, nicht aber deren Reparatur dienten. Als ein solches „Übernachtungsdepot“ wurde Kleinzschocher am 15. Oktober 1898 eröffnet. Ab 1906 jedoch wurde auch der Werkstattbetrieb aufgenommen. Am 15. November 1912 wurde nördlich an die alte anschließend eine neue Wagenhalle in Betrieb genommen. 1926 konnte aufgrund der Eröffnung des Depots Angerbrücke der Linienbetrieb eingestellt werden. Die Anlage wurde weiter zum Abstellen von Schadwagen und für Verschrottungskandidaten genutzt. Nach dem Zweiten Weltkrieg war bis Mitte der 1950er Jahre ein Zug der Linie 3 zeitweise hier stationiert. Im Jahre 1959 wurde der Betriebshof stillgelegt.

### Abstellanlage Lausen

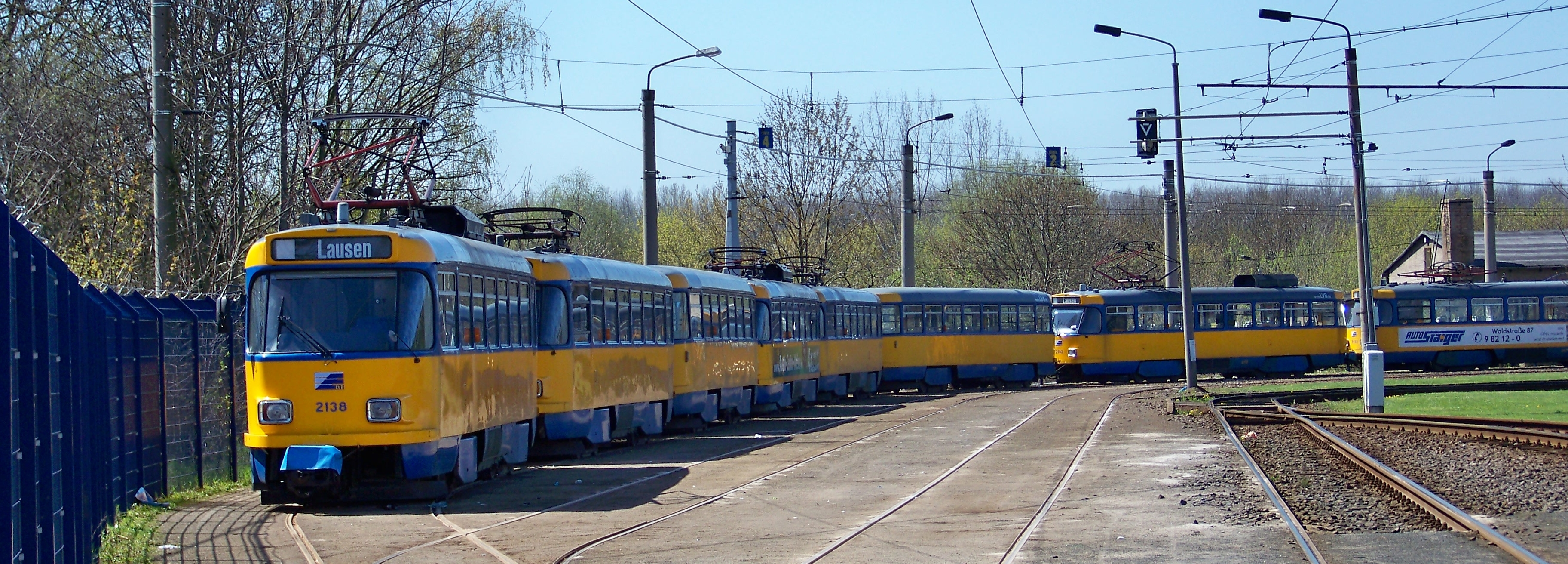
Abstellanlage Lausen

Die Abstellanlage Lausen befindet sich hinter beziehungsweise in der Wendeschleife Lausen. Sie wurde am 28. September 1986 eröffnet. Die Abstellanlage Lausen ist dem Straßenbahnhof Angerbrücke zugeordnet und dient heute zur Vermeidung langer Ein- und Ausrückewege nachts einigen Wagenzüge der Linien 1 und 2 als Abstellplatz.

### Strbf. Leutzsch

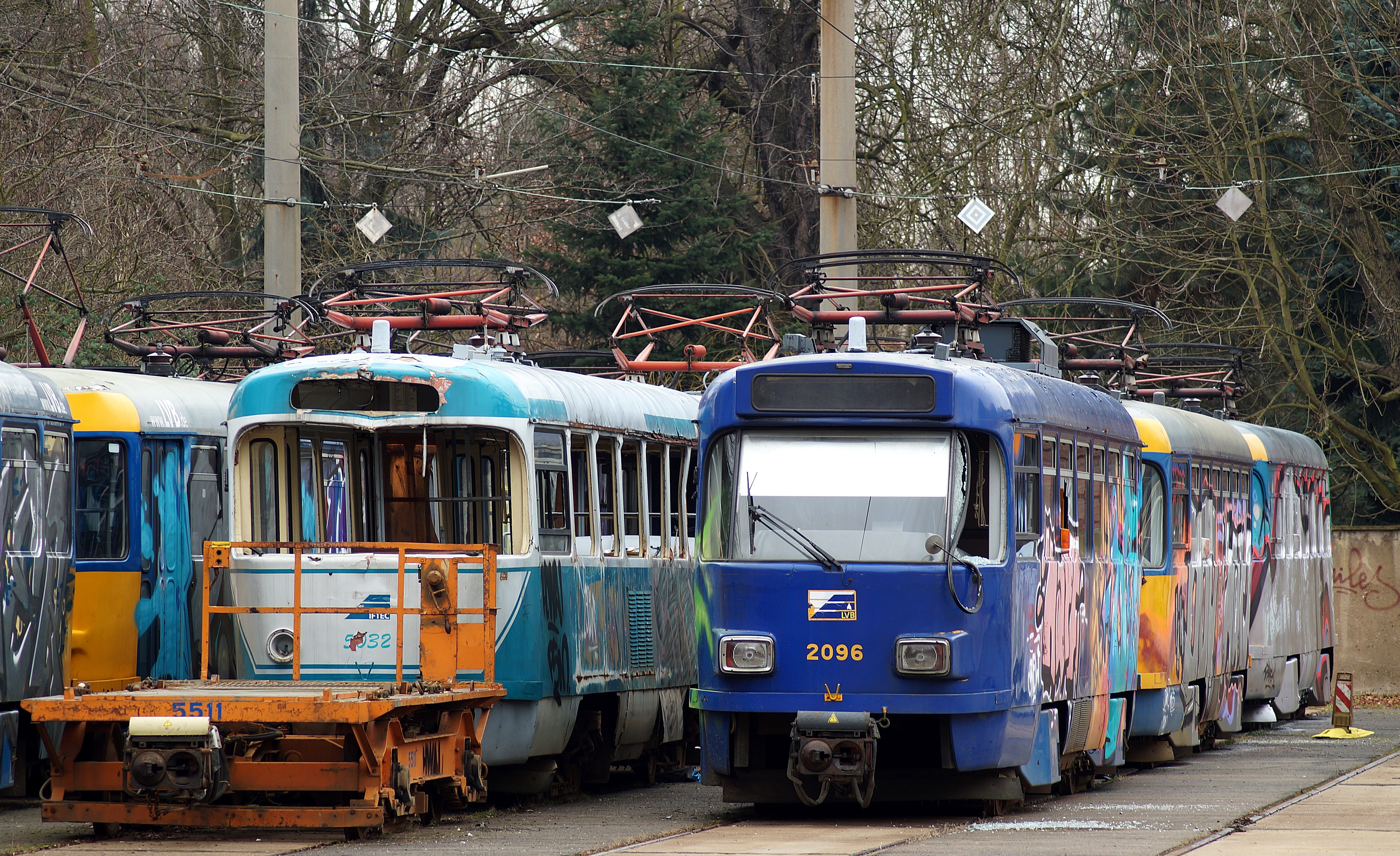
Strbf Leutzsch, Freiabstellgruppe mit ausgemusterten Triebwagen des Typs 33d (T4D-M2), die Wagen 5511 und 5032 gehörten zum IFTEC-Materialzug; 2013

Die GLSt eröffnete am 24. März 1908 an der ebenfalls neuen Wendeschleife Bf. Leutzsch einen Betriebshof. Einige der bisher in Lindenau stationierten Bahnen konnten nun hierher verlegt werden. Noch vor dem Ersten Weltkrieg wurden die Abstellanlagen vergrößert und die Wendeschleife auf zwei Gleise erweitert. 1968 wurden die letzten Züge der Linie 27 zur Angerbrücke verlegt und somit vorerst der Linienbetrieb eingestellt. Erst ab dem 26. September 1982 wurden nach Einbau einer neuen Abstellanlage, einer Werkstatt für Tatrazüge sowie einer Verbindungskurve am Rathaus Leutzsch in Richtung Böhlitz-Ehrenberg wieder Züge für den Linieneinsatz hier untergebracht. Am 18. Juli 1991 verlor der Betriebshof seine Eigenständigkeit und wurde dem Betriebshof „Angerbrücke“ angegliedert. Mit Umstellung des Liniennetzes am 27. Mai 2001 wurde auch der Linienbetrieb des Depots Leutzsch beendet. Eine Renaissance erlebte es jedoch während des Umbaus des Betriebshofs Angerbrücke von 2003 bis zum 11. Juni 2005, als Linienzüge der Linien 3, 7, 8, 13 und 15 hier untergebracht werden mussten. Seit der Wiedereröffnung der Anlage Angerbrücke ruht der Linienbetrieb, abgesehen von zeitweisen Nutzungen bei Inselbetrieben im Raum Leutzsch, Böhlitz-Ehrenberg und Grünau.
Von 2005 bis 2011 wurden im Straßenbahnhof Leutzsch die »Leoliner«-Triebwagen endmontiert, außerdem wird die Werkstatt des Betriebshofes (u. a. ist hier noch eine Unterflur-Radsatzdrehbank in Betrieb) zeitweise für spezielle Aufgaben benutzt. So wurden hier beispielsweise von 2014 bis 2016 in sämtliche Straßenbahntriebwagen und Busse die Fahrzeuggeräte des neuen rechnergestützten Betriebsleitsystems eingebaut. Zudem werden in Leutzsch zeitweise ausgemusterte und vorübergehend nicht benötigte bzw. nicht einsatzfähige Wagen hinterstellt. Im März 2025 wurde das Gelände des Straßenbahnhofs Leutzsch an eine Managementfirma aus Leipzig verkauft, die Nutzung der Straßenbahn- und Buswendestelle auf dem Gelände sei jedoch weiterhin gegeben. Die restlichen Anlagen sollen zu einem Unternehmenscampus weiterentwickelt werden.

### Strbf. Lindenau
Auf dem Gelände des heutigen Bushofs Lindenau bestand von 1899 an ein Straßenbahnhof nebst Werkstatthalle. Letztere hatte eine Besonderheit. Nur eines ihrer vier Gleise war ans Netz angeschlossen, die anderen mussten über eine Schiebebühne erreicht werden. Bereits ein Jahr später wurden ein Kraftwerk und eine weitere Wagenhalle gebaut. 1907 baute man eine dritte Wagenhalle, die wiederum über eine Schiebebühne verfügte. Nach dem Bau neuer Depots wurden 1913 die letzten Linienwagen der Linie P nach Probstheida umgesetzt. Die älteste Wagenhalle wurde in einen dann gleislosen Werkstattraum umgebaut. Trotzdem wurde im gleichen Jahr eine neue Werkstatthalle gebaut, die nur über Schiebebühnen erreicht werden konnte. 1924 wurde im Hinterfeld der Anlage noch eine weitere Werkstatt errichtet, bei der die meisten Gleise wiederum über eine neue Schiebebühne verbunden waren. Diese komplizierten Anlagen sowie die immer größer werdende Zahl von Omnibussen machten eine neue Lösung dringend erforderlich.
Im August 1927 konnten nach Inbetriebnahme der neuen Hauptwerkstatt Heiterblick die Werkstätten in Lindenau aufgelöst werden. Seit 1. April 1928 sind in den Hallen Busse stationiert. Die 1924 eröffnete Halle hatte noch bis 1972 einen Gleisanschluss. Hier wurden nicht mehr benötigte Straßenbahnwagen untergebracht. Der Betriebshof diente von 1938 bis 1975 auch den O-Bussen. Die drei Gleise zwischen den beiden 1899 eröffneten Hallen bestehen noch heute und wurden am 27. März 1984 über ein Gleisdreieck an die Lützner Straße angeschlossen. Die Gleise im Betriebshof sind seit November 2008 stromlos und das Verbindungsgleis in Richtung Grünau wurde von der Strecke durch die Lützner Straße getrennt. Beim Umbau der Strecke in der Lützner Straße zum Stadtbahnniveau 2012/13 ist auch die letzte Gleisverbindung zum Gelände endgültig getrennt worden.

### Strbf. Möckern

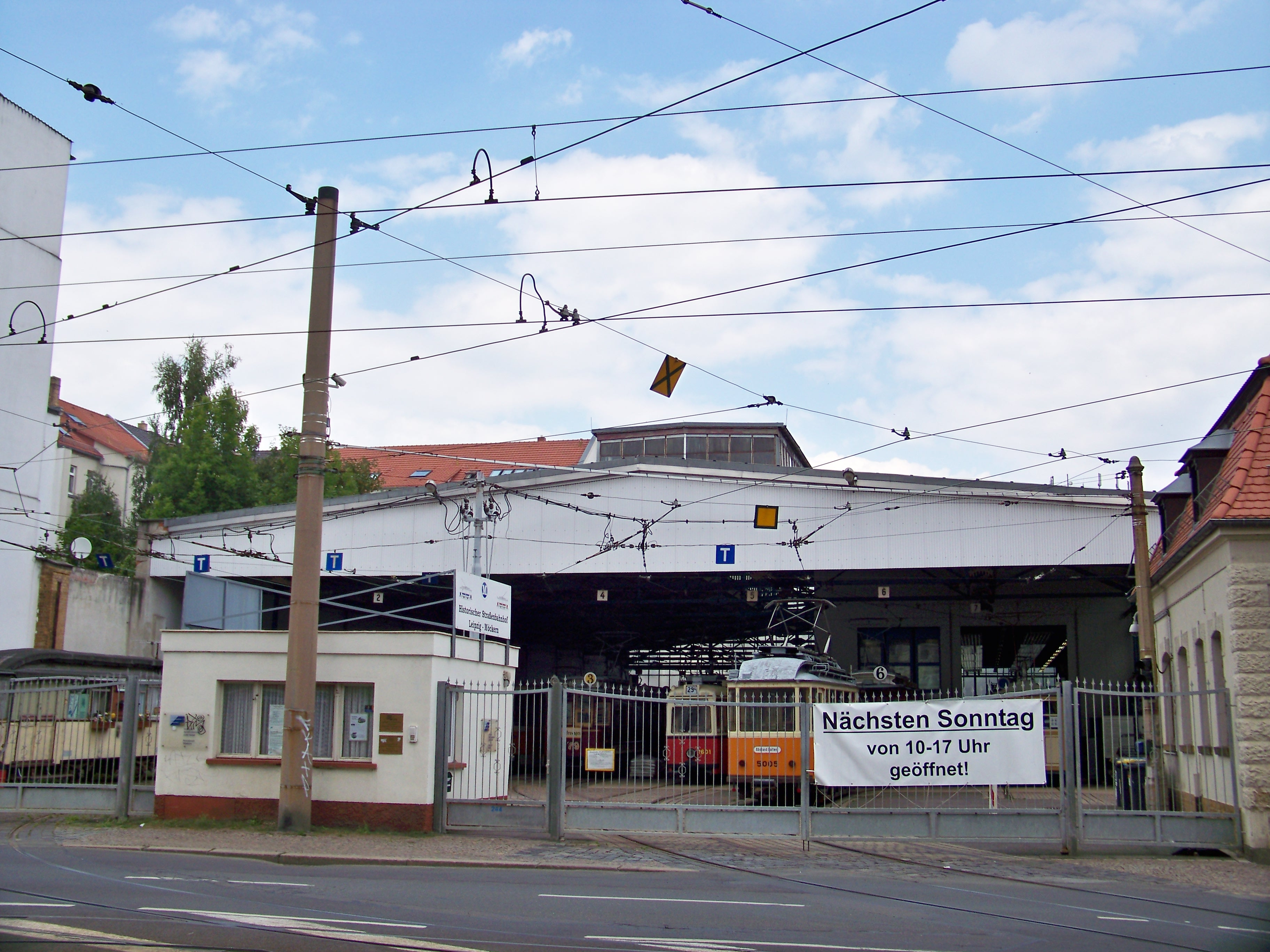
Historischer Straßenbahnhof Möckern

Nachdem bereits 1905 eine Endstellenanlage auf dem späteren Betriebshofsgelände gebaut worden war, wurden am 1. Juli 1907 die Wagenhalle und die Werkstatt eröffnet. Zwei der vier Hallengleise konnten bis ca. 1924 nur über eine Schiebebühne erreicht werden. 1909 kam eine zweite viergleisige Halle hinzu. Noch bis 1926 nutzten die Linienzüge der Linie 10 den Betriebshof zum Umsetzen.
Der Betriebshof brannte am 19. März 1972 ab, erst im Oktober des Jahres konnten wieder Linienzüge einrücken. Die Werkstatt wurde erst 1986 wiedereröffnet, war dann jedoch auch fähig, Tatra-Züge aufzunehmen. 1998 wurde der Betriebshof für den Linienverkehr geschlossen und als Straßenbahnmuseum hergerichtet, wo die erhaltenen historischen Wagen untergestellt wurden. Seitdem konnte der Hof als Straßenbahnmuseum von Mai bis September an jedem dritten Sonntag im Monat besucht werden. An Öffnungstagen verkehrte die Sonderlinie 29E zwischen Möckern und Wilhelm-Leuschner-Platz. Mit dem Saisonende 2018 wurde der Betrieb im Möckerner Straßenbahnhof endgültig aufgegeben, die historischen Straßenbahnwagen wurden Anfang Mai 2019 in den Bahnhof Wittenberger Straße verlegt.
Im Rahmen von Gleisbauarbeiten verlor der Straßenbahnhof 2013 die meisten seiner Zufahrten und ist seitdem nur noch eingeschränkt befahrbar.

### Strbf. Paunsdorf

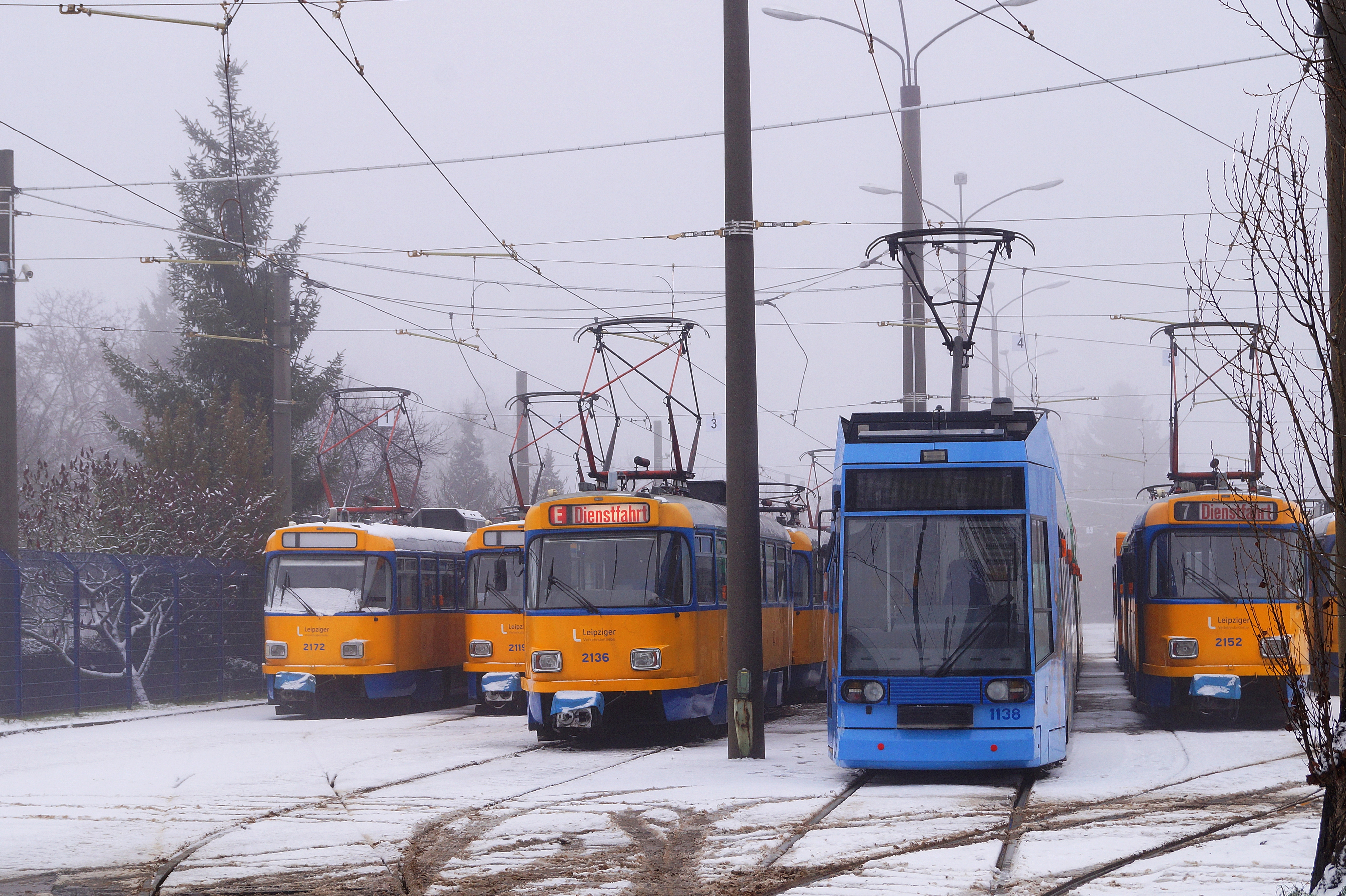
Straßenbahnhof Paunsdorf, Freiabstellgruppe mit Triebwagen der Typen 33c und 36 (2017)

Die LESt eröffnete am 1. Juni 1913 ihren letzten neuen Betriebshof. Er brannte am 23. Juni 1920 vollständig ab. Erst 1922 konnte die Halle wiedereröffnet werden, wurde jedoch nicht im Linieneinsatz verwendet, sondern zum Abstellen alter Straßenbahnwagen. Ab 1. Oktober 1924 stationierte man jedoch wieder Linienzüge in Paunsdorf. Am 9. Juni 1926 wurde eine zweite Wagenhalle eingeweiht. Im Jahre 1965 wurde auch eine Werkstatt eingerichtet. 1978 wurden die in stadtwärtiger Richtung angeschlossenen Abstellgleise westlich der Hallen sowie die große Schleife um den Betriebshof eröffnet, 1987 folgten die Abstellgleise, die in landwärtiger Richtung angeschlossen sind. Seit 2000 beherbergt der Hof neben Straßenbahnzüge auch diverse Buskurse. Obwohl mit der vollständigen Errichtung des Technischen Zentrums Heiterblick der Straßenbahnhof eigentlich für den Straßenbahnbetrieb aufgegeben werden sollte, müssen zur Aufrechterhaltung der Betriebssicherheit immer wieder Instandsetzungsarbeiten durchgeführt werden, sodass auch eine Nutzung bis über das Jahr 2020 hinweg möglich ist.

### Strbf. Plagwitz
Am 24. Dezember 1881 eröffnete die LPE in Plagwitz, an der Karl-Heine-Straße 85/87, ein neues Depot. Nach einer Erweiterung der alten Halle 1889 konnte um 1895 einer der Pferdeställe in eine Halle für Beiwagen umgebaut werden, auch der andere Pferdestall wurde 1897 in eine Wagenhalle umgebaut. 1908 wurde die Anlage noch einmal erweitert. Bis 1917 wendeten die Bahnen der Linie F im Betriebshofgelände. Nachdem am 4. Dezember 1925 der neue Betriebshof Angerbrücke eröffnet wurde, wurde der Linienbetrieb im Depot Plagwitz eingestellt. Die Anlage diente bis zur Stilllegung 1935 zum Abstellen von ausgemusterten Fahrzeugen.

### Strbf. Probstheida

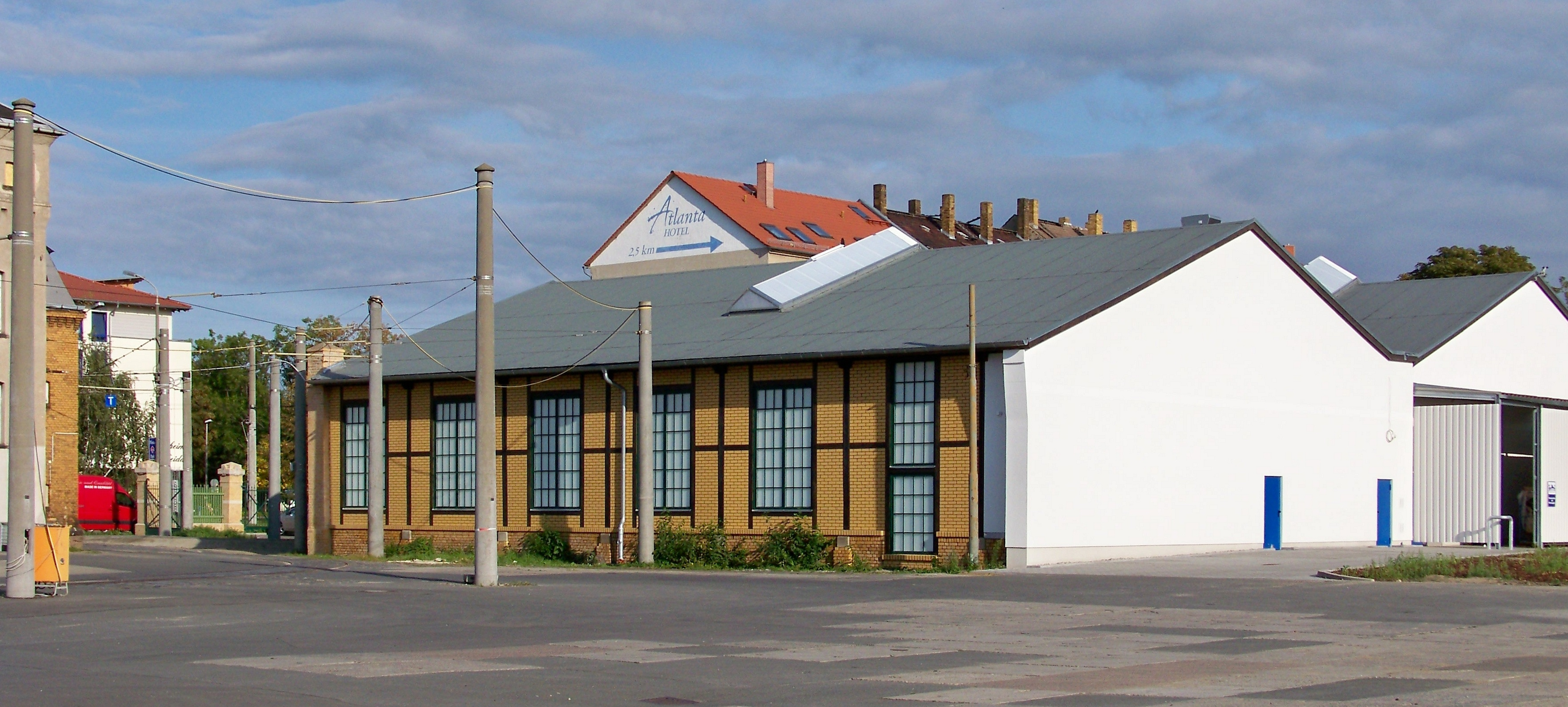
Ehem. Strbf. Probstheida (2009)

Als die GLSt am 20. Dezember 1900 die Straßenbahnstrecke nach Probstheida in Betrieb nahm, eröffnete sie gleichzeitig auch den Betriebshof an der am 1. Mai 1913 eröffneten Wendeschleife Probstheida. Am 4. September 1912 wurde südlich an die alte angrenzend eine zweite Wagenhalle dem Betrieb übergeben.
Der Betriebshof Probstheida wurde am 1. August 1973 für die Straßenbahn geschlossen und in ein Busdepot umgebaut. Von 15. April 1977 bis in die 1990er Jahre waren in Probstheida Busse stationiert. Die Wendeschleife wurde 1988 für den Stadionverkehr dreigleisig ausgebaut, jedoch bereits 2004 wieder auf ein Gleis zurückgebaut, bevor 2010 die Schleife im Zuge des Stadtbahnausbaus vollständig stillgelegt und abgebaut wurde. Stattdessen wurde eine neue Endstellenanlage für die Buslinien 75, 76, 108 und 141 in Betrieb genommen.

### Strbf. Reudnitz

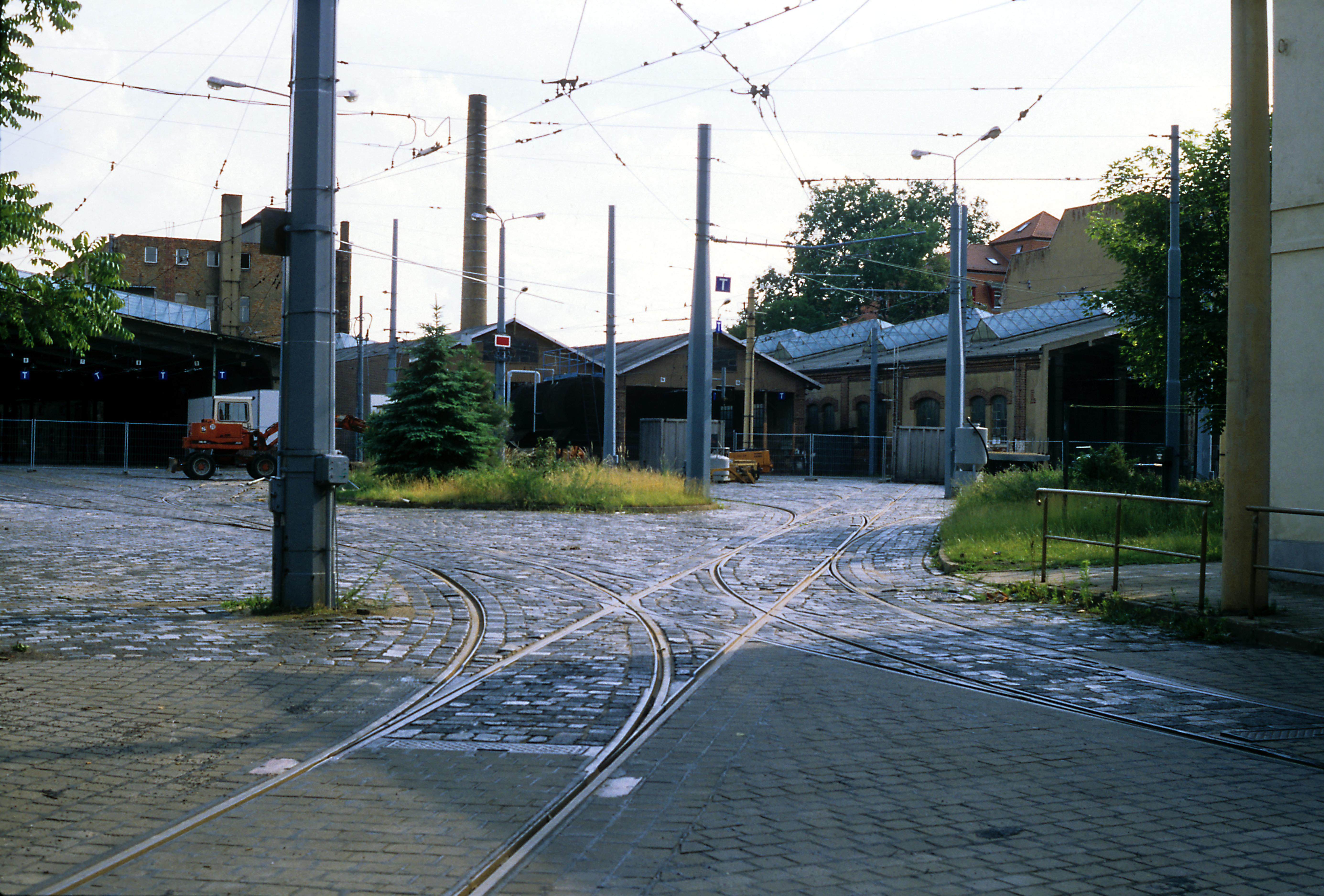
Straßenbahnhof Reudnitz kurz nach der Schließung, Juni 1998. Von rechts nach links standen die Hallen A, die Doppelhalle B und die zuletzt gebaute Halle C. Der linke Teil der Halle B stand auf der Stelle der ersten Wagenhalle der LPE.

Der erste Straßenbahnhof in Leipzig und zugleich Firmensitz der LPE war das Depot an der Dresdner Straße in Reudnitz. Es wurde mit der ersten Pferdebahnstrecke am 18. Mai 1872 eröffnet. Die Wagenhalle musste bereits fünf Jahre später erweitert werden. Nach der Elektrifizierung des Betriebshofs am 2. März 1897 konnten die Pferdeställe abgerissen werden. Im Mai 1910 eröffnete die GLSt an ihrer Stelle eine neue Wagenhalle. Eine dritte Halle, die nur vom Täubchenweg aus erreicht werden konnte, wurde 1926 eröffnet.
Von 1970 bis 1972 erweiterte die LVB den Betriebshof Reudnitz. Dazu baute sie die Einfahrten zur Dresdner Straße und zum Täubchenweg um. Weiterhin wurde die Rückseite der an den Täubchenweg angeschlossenen Halle geöffnet und zwischen Dresdner Straße und dieser Halle eine Freiabstellfläche geschaffen. Mit Eröffnung der Wendeschleife auf dem Vorfeld des Depots wurden die Arbeiten am 5. Dezember 1972 abgeschlossen.
Am 6. Mai 1998 wurde der Betriebshof nach fast 126 Betriebsjahren stillgelegt, da die seit der politischen Wende zurückgehenden Fahrgastzahlen einhergehend mit steter Flottenreduzierung einen geringeren Bedarf an Abstellkapazitäten zur Folge hatte und folglich der Straßenbahnhof Paunsdorf die Wagen aus Reudnitz aufzunehmen konnte. Die Gleisverbindung über den Täubchenweg wurde zusammen mit der Strecke nach Anger-Crottendorf am 27. August 1997 stillgelegt, während die allseitig angeschlossene Wendeschleife an der Dresdner Straße noch bis 2004 genutzt werden konnte. Trotz Denkmalschutzstatus wurden die Hallen in den Folgejahren weitgehend abgebrochen. Nur noch ein kleiner Teil der alten Hallenkonstruktion ist im Inneren eines am 4. April 2007 auf dem Gelände eröffneten Stadtteilzentrums mit großem Lebensmittelmarkt erhalten geblieben.

### Strbf. Schkeuditz

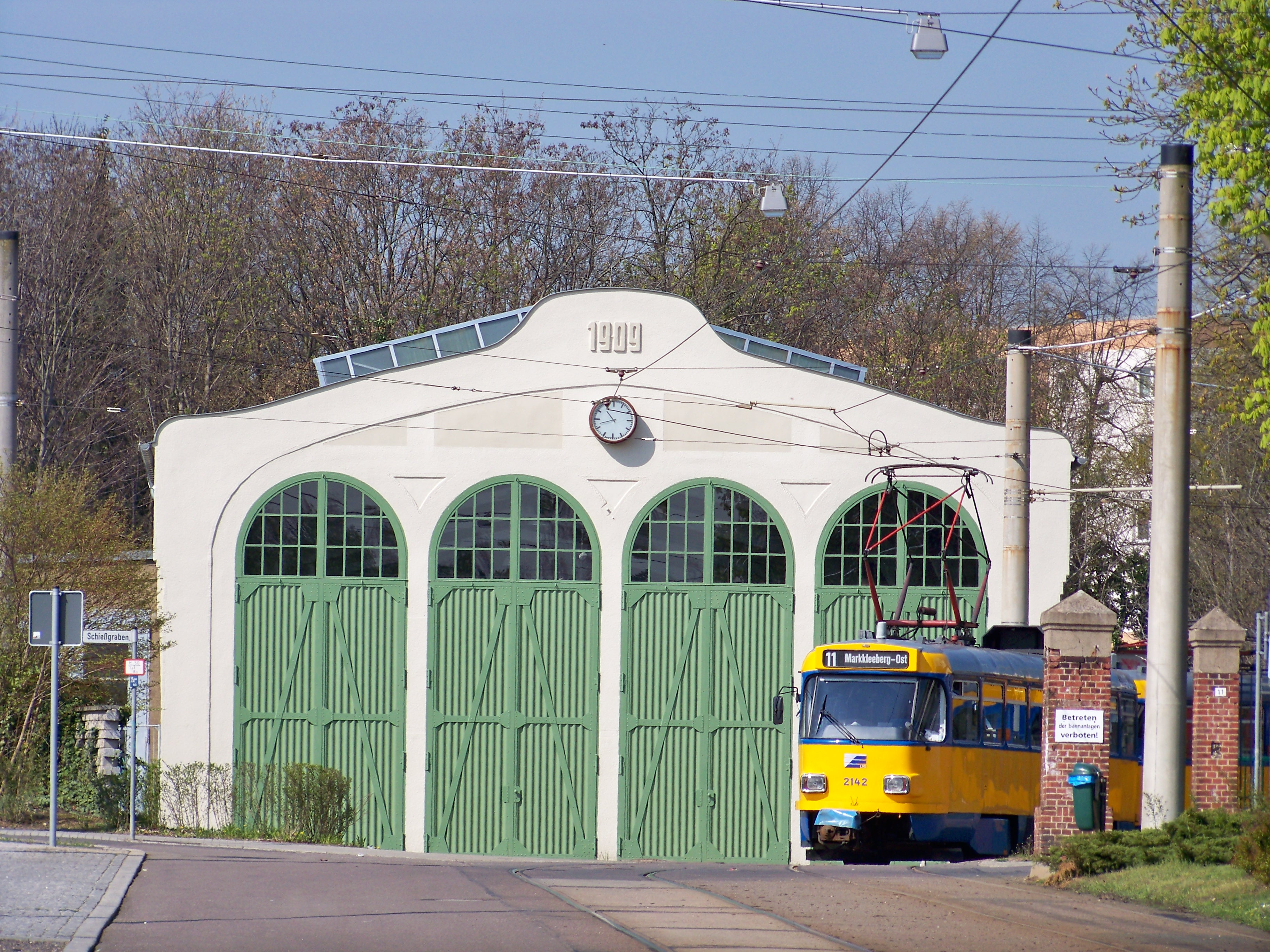
Ehem. Strbf an der Endstelle Schkeuditz

Das einzige eigene Depot der LAAG befand sich an der Endstelle in Schkeuditz. Die Gesellschaft eröffnete es am 27. Oktober 1910. Erst 1958 wurde die Gleisschleife gebaut. Die LVB schloss um 2001 den Betriebshof, nachdem bereits in den Jahren zuvor der Linienbetrieb weitgehend ruhte und hier Teile der Fahrzeugsammlung des Straßenbahnmuseums untergebracht waren.
Heute wird der ehemalige Straßenbahnhof als Veranstaltungshalle genutzt. Er besitzt heute keinen eigenen Gleisanschluss mehr, jedoch sind noch Schienenreste vor der Halle zu sehen.

### Strbf. Sellerhausen, Bennigsenstraße
Als 1909 der Betriebshof Reudnitz der GLSt erweitert wurde, mussten einige der dort untergebrachten Fahrzeuge ausgelagert werden. Zu diesem Zweck wurden neben der Bennigsenstraße am heutigen Torgauer Platz zwei Abstellgleise gebaut und am 7. Oktober 1909 eröffnet. Die Anlage wurde 1910 wieder entfernt, nachdem der Umbau in Reudnitz vollendet war.

### Strbf. Stötteritz, Holzhäuser Straße
Ein weiteres Übernachtungsdepot eröffnete die LESt am 15. Mai 1898 an der Straßenbahnendstelle Holzhäuser Straße. Bis 1908 ergänzte die Gesellschaft die Anlage um eine weitere Wagenhalle. Bis 1917 der Linienbetrieb eingestellt wurde, waren hier Züge der Linie 6 stationiert, die daraufhin nach Probstheida verlegt wurden. Zwischen 1924 und 1926 nahm die GLSt das Depot wieder in Betrieb, jedoch nur als Außenstelle von Reudnitz. Danach benutzte der Betrieb die Anlage zum Abstellen nicht mehr verwendeter Fahrzeuge. 1929 wurde die Gleiszufahrt umgebaut und auch Verbindungsgleise in landwärtiger Richtung eingesetzt. Von Dezember 1943 bis Anfang der 1950er Jahre wurden in Stötteritz Züge der Linien 6 und 7 sowie Beiwagen der Linie 4 eingestellt. 1957 legte die LVB den Betriebshof Stötteritz still.
Danach wurde das Gebäude in der Holzhäuser Str. 113 als Kfz-Werkstatt genutzt, bis 1990 als firmeninterne Werkstatt von Intron / Geräte- und Reglerwerk Leipzig/Teltow und danach als freie Kfz-Werkstatt. Noch heute sind zumindest vor dem Tor die alten Schienen erkennbar.

### Strbf. Wittenberger Straße (Historischer Straßenbahnhof)

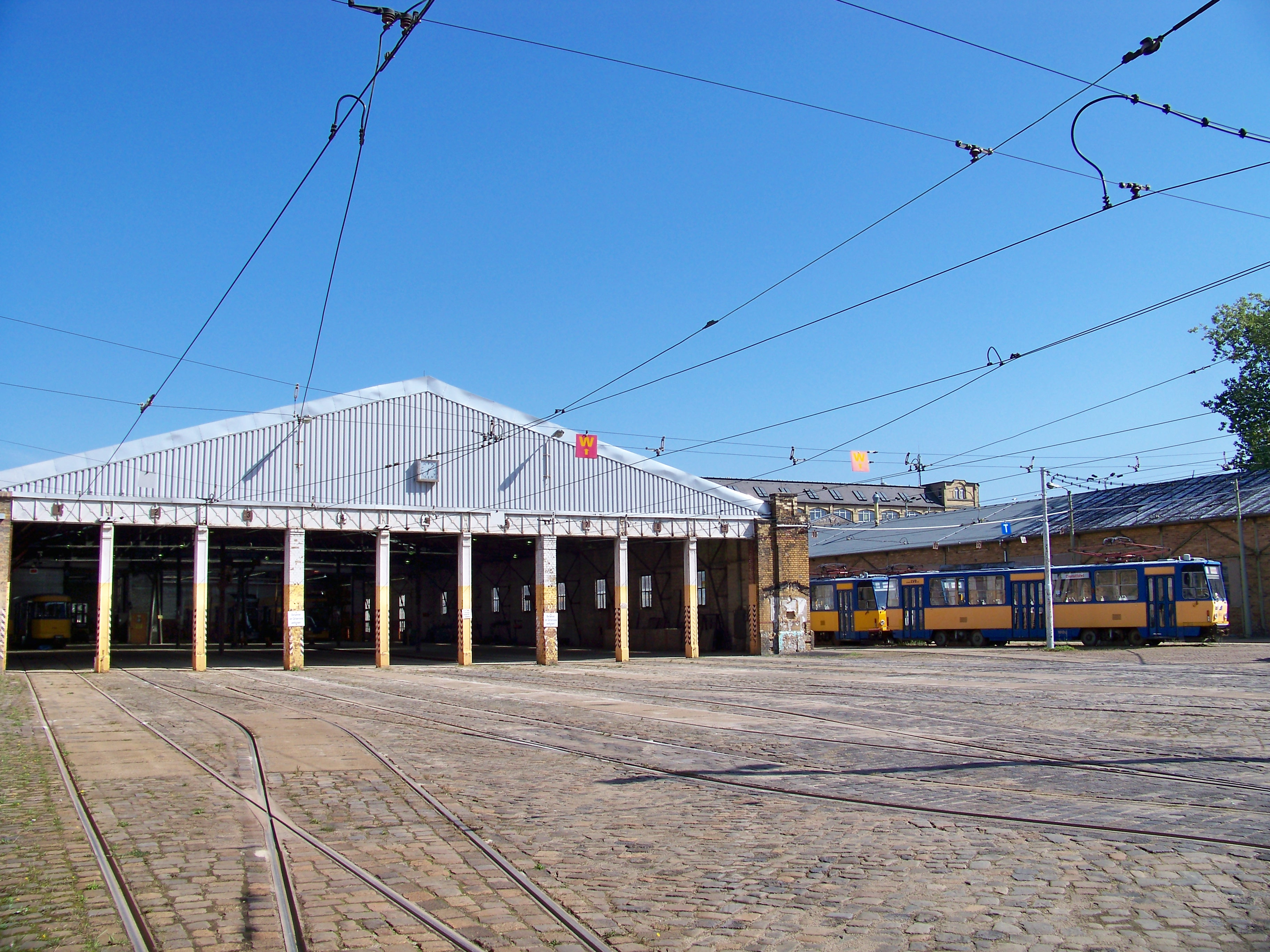
Strbf. Wittenberger Straße (2009)

Die LESt eröffnete am 20. Mai 1896 das dem Zentrum am nächsten liegende Depot. Anfangs bestanden zwei Wagenhallen mit einer dazwischenliegenden Werkstatt. Diese konnte nur über eine Schiebebühne erreicht werden. Alle Anlagen waren zunächst nur von der Wittenberger Straße aus angeschlossen. Am 20. August 1898 wurde auf der Rückseite der Hallen eine Schiebebühne eröffnet, die alle Hallengleise verband. Gleichzeitig wurde der Betriebshof an die Gleisanlage in der Apelstraße angeschlossen, indem eine weitere kleine Werkstatt und eine weitere Wagenhalle gebaut wurden, die jedoch beide keine Ausfahrt zur Wittenberger Straße hatten. In der Ecke Apel-/Berliner Straße wurde daneben auch eine Freiabstellfläche geschaffen. Diese war nur über eine Schiebebühne erreichbar. Erst im Oktober 1909 gab es das erste Durchgangsgleis von der Apelstraße bis zur Wittenberger Straße.
1920 stellte die GLSt den Linienbetrieb ein, nur die Werkstatt wurde weiterhin betrieben. In der zur Apelstraße angeschlossenen Halle wurden Triebwagen abgestellt, die zur Gleisbauabteilung gehörten. Erst 1927 wurde das Depot für den Linienbetrieb wiedereröffnet. Nachdem die Hauptwerkstatt in Heiterblick fertiggestellt war, konnte der Großteil des Werkstattbetriebs dorthin ausgelagert werden. Damit der Betriebsablauf einfacher gestaltet werden konnte, wurden bis Oktober 1928 die Schiebebühnen entfernt und auch die ehemalige ältere Werkstatthalle direkt an die Wittenberger Straße angebunden. Die Freiabstellfläche wurde stillgelegt.
Am 4. Dezember 1943 wurde der Betriebshof durch alliierte Bomber weitgehend zerstört. Nur ein Teil der Werkstatt blieb betriebsfähig. 1945 wurde ein Teil der zur Apelstraße angeschlossenen Halle abgetragen und eine neue Freiabstellfläche geschaffen. Erst Anfang 1949 konnte der Linienbetrieb wieder aufgenommen werden.
1964 begannen umfangreiche Umbaumaßnahmen. Bis 1968 wurde dazu eine Gleisschleife durch die Bitterfelder Straße gebaut. Ab 1980 konnten die Züge nicht mehr direkt in die Apelstraße in Richtung Berliner Straße ausrücken, sondern nur noch landwärts. Sie mussten seitdem den Umweg über die Gleisschleife nehmen. Diese Maßnahme war notwendig geworden, weil die LVB eine zusätzliche Freiabstellfläche mit elf Gleisen an der Berliner Straße einrichten wollte und die Weichenanlagen bei Beibehaltung der Verbindungen in Richtung Berliner Straße deutlich zu aufwändig geworden wären. Bis zum 8. November 1992 wurde die Werkstattanlage modernisiert. Die Freiabstellanlage an der Berliner Straße wurde seit etwa 2000 immer wieder zum Abstellen von ausgemusterten Wagen genutzt. Nach Fertigstellung der Straßenbahnhöfe in Heiterblick und Dölitz 2016 wurde der Straßenbahnhof Wittenberger Straße als Einsatzstelle geschlossen. 2018 wurde die Fahrleitung der Freiabstellanlage abgebaut.
Im Mai 2019 wurde er als Museumsstandort wiedereröffnet und ersetzt den vormaligen Historischen Straßenbahnhof in Möckern. Schon 2012 wurde die Halle I dafür umgebaut. Aus vorher neun Hallengleisen wurden sieben. Dabei sollen in ferner Zukunft auch die Busse der AG Historische Nahverkehrsmittel Leipzig e. V. in der Wittenberger Straße abgestellt werden.